# Liste des communes de la Marne
Pour les autres listes de communes françaises, voir Listes des communes de France.
| - La Marne en France métropolitaine. - Carte des communes de la Marne. |

Cette page liste les 610 communes du département français de la Marne au 1er janvier 2025.

## Historique
Le 1er janvier 2025 le nombre de communes du département passe de 611 à 610 à la suite de la création de la commune nouvelle de La Neuville-au-Temple.

## Liste des communes
Le tableau suivant donne la liste des communes au 1er janvier 2025, en précisant leur code Insee, leur code postal principal, leur arrondissement, leur canton, leur intercommunalité, leur superficie, leur population et leur densité, d'après les chiffres de l'Insee issus du recensement 2022,.
| Nom                                           | Code Insee | Code postal | Arrondissement       | Canton                                                                  | Intercommunalité                           | Superficie (km2) | Population (dernière pop. légale) | Densité (hab./km2) | Modifier                                    |
| --------------------------------------------- | ---------- | ----------- | -------------------- | ----------------------------------------------------------------------- | ------------------------------------------ | ---------------- | --------------------------------- | ------------------ | ------------------------------------------- |
| Châlons-en-Champagne (préfecture)             | 51108      | 51000       | Châlons-en-Champagne | Châlons-en-Champagne-1 Châlons-en-Champagne-2 Châlons-en-Champagne-3    | CA de Châlons-en-Champagne                 | 26,05            | 43 218 (2022)                     | 1 659              | modifier les données · modifier les données |
| Ablancourt                                    | 51001      | 51240       | Vitry-le-François    | Vitry-le-François-Champagne et Der                                      | CC Vitry, Champagne et Der                 | 7,07             | 165 (2022)                        | 23                 | modifier les données · modifier les données |
| Aigny                                         | 51003      | 51150       | Châlons-en-Champagne | Châlons-en-Champagne-2                                                  | CA de Châlons-en-Champagne                 | 11,24            | 287 (2022)                        | 26                 | modifier les données · modifier les données |
| Allemanche-Launay-et-Soyer                    | 51004      | 51260       | Épernay              | Vertus-Plaine Champenoise                                               | CC de Sézanne Sud-Ouest Marnais            | 15,24            | 118 (2022)                        | 7,7                | modifier les données · modifier les données |
| Allemant                                      | 51005      | 51120       | Épernay              | Sézanne-Brie et Champagne                                               | CC de Sézanne Sud-Ouest Marnais            | 15,77            | 184 (2022)                        | 12                 | modifier les données · modifier les données |
| Alliancelles                                  | 51006      | 51250       | Vitry-le-François    | Sermaize-les-Bains                                                      | CC Côtes de Champagne et Val de Saulx      | 6,93             | 151 (2022)                        | 22                 | modifier les données · modifier les données |
| Ambonnay                                      | 51007      | 51150       | Épernay              | Épernay-1                                                               | CC de la Grande Vallée de la Marne         | 11,80            | 962 (2022)                        | 82                 | modifier les données · modifier les données |
| Ambrières                                     | 51008      | 51290       | Vitry-le-François    | Sermaize-les-Bains                                                      | CA Saint-Dizier, Der et Blaise             | 10,07            | 212 (2022)                        | 21                 | modifier les données · modifier les données |
| Anglure                                       | 51009      | 51260       | Épernay              | Vertus-Plaine Champenoise                                               | CC de Sézanne Sud-Ouest Marnais            | 8,05             | 789 (2022)                        | 98                 | modifier les données · modifier les données |
| Angluzelles-et-Courcelles                     | 51010      | 51230       | Épernay              | Vertus-Plaine Champenoise                                               | CC du Sud Marnais                          | 13,70            | 143 (2022)                        | 10                 | modifier les données · modifier les données |
| Anthenay                                      | 51012      | 51700       | Reims                | Dormans-Paysages de Champagne                                           | CU Grand Reims                             | 6,64             | 71 (2022)                         | 11                 | modifier les données · modifier les données |
| Aougny                                        | 51013      | 51170       | Reims                | Dormans-Paysages de Champagne                                           | CU Grand Reims                             | 7,47             | 101 (2022)                        | 14                 | modifier les données · modifier les données |
| Arcis-le-Ponsart                              | 51014      | 51170       | Reims                | Fismes-Montagne de Reims                                                | CU Grand Reims                             | 15,43            | 287 (2022)                        | 19                 | modifier les données · modifier les données |
| Argers                                        | 51015      | 51800       | Châlons-en-Champagne | Argonne Suippe et Vesle                                                 | CC de l'Argonne Champenoise                | 6,97             | 109 (2022)                        | 16                 | modifier les données · modifier les données |
| Arrigny                                       | 51016      | 51290       | Vitry-le-François    | Sermaize-les-Bains                                                      | CC Perthois-Bocage et Der                  | 16,08            | 233 (2022)                        | 14                 | modifier les données · modifier les données |
| Arzillières-Neuville                          | 51017      | 51290       | Vitry-le-François    | Vitry-le-François-Champagne et Der                                      | CC Vitry, Champagne et Der                 | 12,23            | 326 (2022)                        | 27                 | modifier les données · modifier les données |
| Athis                                         | 51018      | 51150       | Épernay              | Vertus-Plaine Champenoise                                               | CA Épernay, Coteaux et Plaine de Champagne | 16,88            | 888 (2022)                        | 53                 | modifier les données · modifier les données |
| Aubérive                                      | 51019      | 51600       | Reims                | Mourmelon-Vesle et Monts de Champagne                                   | CU Grand Reims                             | 27,50            | 247 (2022)                        | 9,0                | modifier les données · modifier les données |
| Aubilly                                       | 51020      | 51170       | Reims                | Fismes-Montagne de Reims                                                | CU Grand Reims                             | 3,16             | 51 (2022)                         | 16                 | modifier les données · modifier les données |
| Aulnay-l'Aître                                | 51022      | 51240       | Vitry-le-François    | Vitry-le-François-Champagne et Der                                      | CC Vitry, Champagne et Der                 | 8,36             | 176 (2022)                        | 21                 | modifier les données · modifier les données |
| Aulnay-sur-Marne                              | 51023      | 51150       | Châlons-en-Champagne | Châlons-en-Champagne-2                                                  | CA de Châlons-en-Champagne                 | 9,07             | 276 (2022)                        | 30                 | modifier les données · modifier les données |
| Auménancourt                                  | 51025      | 51110       | Reims                | Bourgogne-Fresne                                                        | CU Grand Reims                             | 12,82            | 1 118 (2022)                      | 87                 | modifier les données · modifier les données |
| Auve                                          | 51027      | 51800       | Châlons-en-Champagne | Argonne Suippe et Vesle                                                 | CC de l'Argonne Champenoise                | 23,30            | 313 (2022)                        | 13                 | modifier les données · modifier les données |
| Avenay-Val-d'Or                               | 51028      | 51160       | Épernay              | Épernay-1                                                               | CC de la Grande Vallée de la Marne         | 12,49            | 961 (2022)                        | 77                 | modifier les données · modifier les données |
| Avize                                         | 51029      | 51190       | Épernay              | Épernay-2                                                               | CA Épernay, Coteaux et Plaine de Champagne | 7,62             | 1 751 (2022)                      | 230                | modifier les données · modifier les données |
| Aÿ-Champagne                                  | 51030      | 51150 51160 | Épernay              | Épernay-1                                                               | CC de la Grande Vallée de la Marne         | 31,94            | 5 148 (2022)                      | 161                | modifier les données · modifier les données |
| Baconnes                                      | 51031      | 51400       | Châlons-en-Champagne | Mourmelon-Vesle et Monts de Champagne                                   | CA de Châlons-en-Champagne                 | 20,86            | 292 (2022)                        | 14                 | modifier les données · modifier les données |
| Bagneux                                       | 51032      | 51260       | Épernay              | Vertus-Plaine Champenoise                                               | CC de Sézanne Sud-Ouest Marnais            | 13,80            | 408 (2022)                        | 30                 | modifier les données · modifier les données |
| Le Baizil                                     | 51033      | 51270       | Épernay              | Dormans-Paysages de Champagne                                           | CC des Paysages de la Champagne            | 14,49            | 271 (2022)                        | 19                 | modifier les données · modifier les données |
| Bannay                                        | 51034      | 51270       | Épernay              | Dormans-Paysages de Champagne                                           | CC des Paysages de la Champagne            | 7,06             | 23 (2022)                         | 3,3                | modifier les données · modifier les données |
| Bannes                                        | 51035      | 51230       | Épernay              | Vertus-Plaine Champenoise                                               | CC du Sud Marnais                          | 23,33            | 248 (2022)                        | 11                 | modifier les données · modifier les données |
| Barbonne-Fayel                                | 51036      | 51120       | Épernay              | Sézanne-Brie et Champagne                                               | CC de Sézanne Sud-Ouest Marnais            | 24,35            | 481 (2022)                        | 20                 | modifier les données · modifier les données |
| Baslieux-lès-Fismes                           | 51037      | 51170       | Reims                | Fismes-Montagne de Reims                                                | CU Grand Reims                             | 5,62             | 342 (2022)                        | 61                 | modifier les données · modifier les données |
| Baslieux-sous-Châtillon                       | 51038      | 51700       | Épernay              | Dormans-Paysages de Champagne                                           | CC des Paysages de la Champagne            | 5,88             | 175 (2022)                        | 30                 | modifier les données · modifier les données |
| Bassu                                         | 51039      | 51300       | Vitry-le-François    | Sermaize-les-Bains                                                      | CC Côtes de Champagne et Val de Saulx      | 10,29            | 94 (2022)                         | 9,1                | modifier les données · modifier les données |
| Bassuet                                       | 51040      | 51300       | Vitry-le-François    | Sermaize-les-Bains                                                      | CC Côtes de Champagne et Val de Saulx      | 8,42             | 239 (2022)                        | 28                 | modifier les données · modifier les données |
| Baudement                                     | 51041      | 51260       | Épernay              | Vertus-Plaine Champenoise                                               | CC de Sézanne Sud-Ouest Marnais            | 8,57             | 99 (2022)                         | 12                 | modifier les données · modifier les données |
| Baye                                          | 51042      | 51270       | Épernay              | Dormans-Paysages de Champagne                                           | CC des Paysages de la Champagne            | 17,98            | 390 (2022)                        | 22                 | modifier les données · modifier les données |
| Bazancourt                                    | 51043      | 51110       | Reims                | Bourgogne-Fresne                                                        | CU Grand Reims                             | 11,64            | 2 441 (2022)                      | 210                | modifier les données · modifier les données |
| Beaumont-sur-Vesle                            | 51044      | 51360       | Reims                | Mourmelon-Vesle et Monts de Champagne                                   | CU Grand Reims                             | 5,69             | 770 (2022)                        | 135                | modifier les données · modifier les données |
| Beaunay                                       | 51045      | 51270       | Épernay              | Dormans-Paysages de Champagne                                           | CC des Paysages de la Champagne            | 3,53             | 103 (2022)                        | 29                 | modifier les données · modifier les données |
| Beine-Nauroy                                  | 51046      | 51490       | Reims                | Bourgogne-Fresne                                                        | CU Grand Reims                             | 42,68            | 987 (2022)                        | 23                 | modifier les données · modifier les données |
| Belval-en-Argonne                             | 51047      | 51330       | Châlons-en-Champagne | Argonne Suippe et Vesle                                                 | CC de l'Argonne Champenoise                | 12,17            | 44 (2022)                         | 3,6                | modifier les données · modifier les données |
| Belval-sous-Châtillon                         | 51048      | 51480       | Épernay              | Dormans-Paysages de Champagne                                           | CC des Paysages de la Champagne            | 7,15             | 171 (2022)                        | 24                 | modifier les données · modifier les données |
| Bergères-lès-Vertus                           | 51049      | 51130       | Épernay              | Vertus-Plaine Champenoise                                               | CA Épernay, Coteaux et Plaine de Champagne | 18,28            | 580 (2022)                        | 32                 | modifier les données · modifier les données |
| Bergères-sous-Montmirail                      | 51050      | 51210       | Épernay              | Sézanne-Brie et Champagne                                               | CC de la Brie champenoise                  | 10,52            | 145 (2022)                        | 14                 | modifier les données · modifier les données |
| Berméricourt                                  | 51051      | 51220       | Reims                | Bourgogne-Fresne                                                        | CU Grand Reims                             | 8,01             | 263 (2022)                        | 33                 | modifier les données · modifier les données |
| Berru                                         | 51052      | 51420       | Reims                | Bourgogne-Fresne                                                        | CU Grand Reims                             | 13,65            | 618 (2022)                        | 45                 | modifier les données · modifier les données |
| Berzieux                                      | 51053      | 51800       | Châlons-en-Champagne | Argonne Suippe et Vesle                                                 | CC de l'Argonne Champenoise                | 11,67            | 71 (2022)                         | 6,1                | modifier les données · modifier les données |
| Bétheniville                                  | 51054      | 51490       | Reims                | Mourmelon-Vesle et Monts de Champagne                                   | CU Grand Reims                             | 17,74            | 1 270 (2022)                      | 72                 | modifier les données · modifier les données |
| Bétheny                                       | 51055      | 51450       | Reims                | Reims-5                                                                 | CU Grand Reims                             | 19,90            | 7 030 (2022)                      | 353                | modifier les données · modifier les données |
| Bethon                                        | 51056      | 51260       | Épernay              | Sézanne-Brie et Champagne                                               | CC de Sézanne Sud-Ouest Marnais            | 15,23            | 228 (2022)                        | 15                 | modifier les données · modifier les données |
| Bettancourt-la-Longue                         | 51057      | 51330       | Vitry-le-François    | Sermaize-les-Bains                                                      | CC Côtes de Champagne et Val de Saulx      | 6,09             | 75 (2022)                         | 12                 | modifier les données · modifier les données |
| Bezannes                                      | 51058      | 51430       | Reims                | Reims-4                                                                 | CU Grand Reims                             | 8,01             | 4 456 (2022)                      | 556                | modifier les données · modifier les données |
| Bignicourt-sur-Marne                          | 51059      | 51300       | Vitry-le-François    | Vitry-le-François-Champagne et Der                                      | CC Vitry, Champagne et Der                 | 2,83             | 373 (2022)                        | 132                | modifier les données · modifier les données |
| Bignicourt-sur-Saulx                          | 51060      | 51340       | Vitry-le-François    | Sermaize-les-Bains                                                      | CC Côtes de Champagne et Val de Saulx      | 11,01            | 156 (2022)                        | 14                 | modifier les données · modifier les données |
| Billy-le-Grand                                | 51061      | 51400       | Reims                | Mourmelon-Vesle et Monts de Champagne                                   | CU Grand Reims                             | 7,26             | 139 (2022)                        | 19                 | modifier les données · modifier les données |
| Binarville                                    | 51062      | 51800       | Châlons-en-Champagne | Argonne Suippe et Vesle                                                 | CC de l'Argonne Champenoise                | 16,61            | 87 (2022)                         | 5,2                | modifier les données · modifier les données |
| Blacy                                         | 51065      | 51300       | Vitry-le-François    | Vitry-le-François-Champagne et Der                                      | CC Vitry, Champagne et Der                 | 17,26            | 618 (2022)                        | 36                 | modifier les données · modifier les données |
| Blaise-sous-Arzillières                       | 51066      | 51300       | Vitry-le-François    | Vitry-le-François-Champagne et Der                                      | CC Vitry, Champagne et Der                 | 6,89             | 318 (2022)                        | 46                 | modifier les données · modifier les données |
| Blancs-Coteaux                                | 51612      | 51130 51190 | Épernay              | Vertus-Plaine Champenoise                                               | CA Épernay, Coteaux et Plaine de Champagne | 65,81            | 3 120 (2022)                      | 47                 | modifier les données · modifier les données |
| Blesme                                        | 51068      | 51340       | Vitry-le-François    | Sermaize-les-Bains                                                      | CC Côtes de Champagne et Val de Saulx      | 6,70             | 197 (2022)                        | 29                 | modifier les données · modifier les données |
| Bligny                                        | 51069      | 51170       | Reims                | Dormans-Paysages de Champagne                                           | CU Grand Reims                             | 2,59             | 115 (2022)                        | 44                 | modifier les données · modifier les données |
| Boissy-le-Repos                               | 51070      | 51210       | Épernay              | Sézanne-Brie et Champagne                                               | CC de la Brie champenoise                  | 15,30            | 233 (2022)                        | 15                 | modifier les données · modifier les données |
| Bouchy-Saint-Genest                           | 51071      | 51310       | Épernay              | Sézanne-Brie et Champagne                                               | CC de Sézanne Sud-Ouest Marnais            | 19,69            | 210 (2022)                        | 11                 | modifier les données · modifier les données |
| Bouilly                                       | 51072      | 51390       | Reims                | Fismes-Montagne de Reims                                                | CU Grand Reims                             | 5,64             | 229 (2022)                        | 41                 | modifier les données · modifier les données |
| Bouleuse                                      | 51073      | 51170       | Reims                | Fismes-Montagne de Reims                                                | CU Grand Reims                             | 4,11             | 226 (2022)                        | 55                 | modifier les données · modifier les données |
| Boult-sur-Suippe                              | 51074      | 51110       | Reims                | Bourgogne-Fresne                                                        | CU Grand Reims                             | 19,75            | 1 793 (2022)                      | 91                 | modifier les données · modifier les données |
| Bourgogne-Fresne                              | 51075      | 51110       | Reims                | Bourgogne-Fresne                                                        | CU Grand Reims                             | 26,84            | 1 454 (2022)                      | 54                 | modifier les données · modifier les données |
| Boursault                                     | 51076      | 51480       | Épernay              | Dormans-Paysages de Champagne                                           | CC des Paysages de la Champagne            | 16,45            | 407 (2022)                        | 25                 | modifier les données · modifier les données |
| Bouvancourt                                   | 51077      | 51140       | Reims                | Fismes-Montagne de Reims                                                | CU Grand Reims                             | 12,91            | 175 (2022)                        | 14                 | modifier les données · modifier les données |
| Bouy                                          | 51078      | 51400       | Châlons-en-Champagne | Mourmelon-Vesle et Monts de Champagne                                   | CA de Châlons-en-Champagne                 | 22,46            | 536 (2022)                        | 24                 | modifier les données · modifier les données |
| Bouzy                                         | 51079      | 51150       | Épernay              | Épernay-1                                                               | CC de la Grande Vallée de la Marne         | 6,26             | 833 (2022)                        | 133                | modifier les données · modifier les données |
| Brandonvillers                                | 51080      | 51290       | Vitry-le-François    | Sermaize-les-Bains                                                      | CC Perthois-Bocage et Der                  | 11,69            | 196 (2022)                        | 17                 | modifier les données · modifier les données |
| Branscourt                                    | 51081      | 51140       | Reims                | Fismes-Montagne de Reims                                                | CU Grand Reims                             | 3,72             | 315 (2022)                        | 85                 | modifier les données · modifier les données |
| Braux-Saint-Remy                              | 51083      | 51800       | Châlons-en-Champagne | Argonne Suippe et Vesle                                                 | CC de l'Argonne Champenoise                | 9,57             | 81 (2022)                         | 8,5                | modifier les données · modifier les données |
| Braux-Sainte-Cohière                          | 51082      | 51800       | Châlons-en-Champagne | Argonne Suippe et Vesle                                                 | CC de l'Argonne Champenoise                | 6,21             | 94 (2022)                         | 15                 | modifier les données · modifier les données |
| Bréban                                        | 51084      | 51320       | Vitry-le-François    | Vitry-le-François-Champagne et Der                                      | CC Vitry, Champagne et Der                 | 10,57            | 84 (2022)                         | 7,9                | modifier les données · modifier les données |
| Le Breuil                                     | 51085      | 51210       | Épernay              | Dormans-Paysages de Champagne                                           | CC des Paysages de la Champagne            | 16,01            | 377 (2022)                        | 24                 | modifier les données · modifier les données |
| Breuil-sur-Vesle                              | 51086      | 51140       | Reims                | Fismes-Montagne de Reims                                                | CU Grand Reims                             | 6,46             | 326 (2022)                        | 50                 | modifier les données · modifier les données |
| Breuvery-sur-Coole                            | 51087      | 51240       | Châlons-en-Champagne | Châlons-en-Champagne-3                                                  | CC de la Moivre à la Coole                 | 10,06            | 210 (2022)                        | 21                 | modifier les données · modifier les données |
| Brimont                                       | 51088      | 51220       | Reims                | Bourgogne-Fresne                                                        | CU Grand Reims                             | 12,61            | 453 (2022)                        | 36                 | modifier les données · modifier les données |
| Brouillet                                     | 51089      | 51170       | Reims                | Dormans-Paysages de Champagne                                           | CU Grand Reims                             | 4,58             | 60 (2022)                         | 13                 | modifier les données · modifier les données |
| Broussy-le-Grand                              | 51090      | 51230       | Épernay              | Vertus-Plaine Champenoise                                               | CC du Sud Marnais                          | 21,31            | 312 (2022)                        | 15                 | modifier les données · modifier les données |
| Broussy-le-Petit                              | 51091      | 51230       | Épernay              | Sézanne-Brie et Champagne                                               | CC de Sézanne Sud-Ouest Marnais            | 11,62            | 137 (2022)                        | 12                 | modifier les données · modifier les données |
| Broyes                                        | 51092      | 51120       | Épernay              | Sézanne-Brie et Champagne                                               | CC de Sézanne Sud-Ouest Marnais            | 15,24            | 341 (2022)                        | 22                 | modifier les données · modifier les données |
| Brugny-Vaudancourt                            | 51093      | 51530       | Épernay              | Épernay-2                                                               | CA Épernay, Coteaux et Plaine de Champagne | 19,87            | 437 (2022)                        | 22                 | modifier les données · modifier les données |
| Brusson                                       | 51094      | 51300       | Vitry-le-François    | Sermaize-les-Bains                                                      | CC Côtes de Champagne et Val de Saulx      | 4,86             | 187 (2022)                        | 38                 | modifier les données · modifier les données |
| Le Buisson                                    | 51095      | 51300       | Vitry-le-François    | Sermaize-les-Bains                                                      | CC Côtes de Champagne et Val de Saulx      | 6,77             | 84 (2022)                         | 12                 | modifier les données · modifier les données |
| Bussy-le-Château                              | 51097      | 51600       | Châlons-en-Champagne | Argonne Suippe et Vesle                                                 | CC de la Région de Suippes                 | 23,93            | 184 (2022)                        | 7,7                | modifier les données · modifier les données |
| Bussy-le-Repos                                | 51098      | 51330       | Vitry-le-François    | Sermaize-les-Bains                                                      | CC Côtes de Champagne et Val de Saulx      | 22,64            | 136 (2022)                        | 6,0                | modifier les données · modifier les données |
| Bussy-Lettrée                                 | 51099      | 51320       | Châlons-en-Champagne | Châlons-en-Champagne-3                                                  | CA de Châlons-en-Champagne                 | 33,48            | 315 (2022)                        | 9,4                | modifier les données · modifier les données |
| La Caure                                      | 51100      | 51270       | Épernay              | Dormans-Paysages de Champagne                                           | CC des Paysages de la Champagne            | 8,55             | 99 (2022)                         | 12                 | modifier les données · modifier les données |
| Caurel                                        | 51101      | 51110       | Reims                | Bourgogne-Fresne                                                        | CU Grand Reims                             | 9,79             | 696 (2022)                        | 71                 | modifier les données · modifier les données |
| Cauroy-lès-Hermonville                        | 51102      | 51220       | Reims                | Bourgogne-Fresne                                                        | CU Grand Reims                             | 10,27            | 504 (2022)                        | 49                 | modifier les données · modifier les données |
| La Celle-sous-Chantemerle                     | 51103      | 51260       | Épernay              | Vertus-Plaine Champenoise                                               | CC de Sézanne Sud-Ouest Marnais            | 12,03            | 137 (2022)                        | 11                 | modifier les données · modifier les données |
| Cernay-en-Dormois                             | 51104      | 51800       | Châlons-en-Champagne | Argonne Suippe et Vesle                                                 | CC de l'Argonne Champenoise                | 24,82            | 134 (2022)                        | 5,4                | modifier les données · modifier les données |
| Cernay-lès-Reims                              | 51105      | 51420       | Reims                | Reims-8                                                                 | CU Grand Reims                             | 16,49            | 1 566 (2022)                      | 95                 | modifier les données · modifier les données |
| Cernon                                        | 51106      | 51240       | Châlons-en-Champagne | Châlons-en-Champagne-3                                                  | CC de la Moivre à la Coole                 | 16,10            | 126 (2022)                        | 7,8                | modifier les données · modifier les données |
| Chaintrix-Bierges                             | 51107      | 51130       | Épernay              | Vertus-Plaine Champenoise                                               | CA Épernay, Coteaux et Plaine de Champagne | 10,31            | 344 (2022)                        | 33                 | modifier les données · modifier les données |
| Châlons-sur-Vesle                             | 51109      | 51140       | Reims                | Fismes-Montagne de Reims                                                | CU Grand Reims                             | 4,45             | 202 (2022)                        | 45                 | modifier les données · modifier les données |
| Chaltrait                                     | 51110      | 51130       | Épernay              | Vertus-Plaine Champenoise                                               | CA Épernay, Coteaux et Plaine de Champagne | 6,69             | 60 (2022)                         | 9,0                | modifier les données · modifier les données |
| Chambrecy                                     | 51111      | 51170       | Reims                | Dormans-Paysages de Champagne                                           | CU Grand Reims                             | 6,12             | 147 (2022)                        | 24                 | modifier les données · modifier les données |
| Chamery                                       | 51112      | 51500       | Reims                | Fismes-Montagne de Reims                                                | CU Grand Reims                             | 5,27             | 455 (2022)                        | 86                 | modifier les données · modifier les données |
| Champaubert                                   | 51113      | 51270       | Épernay              | Dormans-Paysages de Champagne                                           | CC des Paysages de la Champagne            | 12,75            | 123 (2022)                        | 9,6                | modifier les données · modifier les données |
| Champfleury                                   | 51115      | 51500       | Reims                | Reims-4                                                                 | CU Grand Reims                             | 4,02             | 603 (2022)                        | 150                | modifier les données · modifier les données |
| Champguyon                                    | 51116      | 51310       | Épernay              | Sézanne-Brie et Champagne                                               | CC de Sézanne Sud-Ouest Marnais            | 16,63            | 296 (2022)                        | 18                 | modifier les données · modifier les données |
| Champigneul-Champagne                         | 51117      | 51150       | Châlons-en-Champagne | Châlons-en-Champagne-2                                                  | CA de Châlons-en-Champagne                 | 29,66            | 323 (2022)                        | 11                 | modifier les données · modifier les données |
| Champigny                                     | 51118      | 51370       | Reims                | Reims-4                                                                 | CU Grand Reims                             | 4,49             | 1 616 (2022)                      | 360                | modifier les données · modifier les données |
| Champillon                                    | 51119      | 51160       | Épernay              | Épernay-1                                                               | CC de la Grande Vallée de la Marne         | 1,46             | 511 (2022)                        | 350                | modifier les données · modifier les données |
| Champlat-et-Boujacourt                        | 51120      | 51480       | Épernay              | Dormans-Paysages de Champagne                                           | CC des Paysages de la Champagne            | 6,36             | 147 (2022)                        | 23                 | modifier les données · modifier les données |
| Champvoisy                                    | 51121      | 51700       | Épernay              | Dormans-Paysages de Champagne                                           | CC des Paysages de la Champagne            | 9,20             | 253 (2022)                        | 28                 | modifier les données · modifier les données |
| Changy                                        | 51122      | 51300       | Vitry-le-François    | Sermaize-les-Bains                                                      | CC Côtes de Champagne et Val de Saulx      | 6,26             | 116 (2022)                        | 19                 | modifier les données · modifier les données |
| Chantemerle                                   | 51124      | 51260       | Épernay              | Sézanne-Brie et Champagne                                               | CC de Sézanne Sud-Ouest Marnais            | 8,51             | 49 (2022)                         | 5,8                | modifier les données · modifier les données |
| Chapelaine                                    | 51125      | 51290       | Vitry-le-François    | Vitry-le-François-Champagne et Der                                      | CC Vitry, Champagne et Der                 | 9,19             | 50 (2022)                         | 5,4                | modifier les données · modifier les données |
| La Chapelle-Felcourt                          | 51126      | 51800       | Châlons-en-Champagne | Argonne Suippe et Vesle                                                 | CC de l'Argonne Champenoise                | 9,58             | 45 (2022)                         | 4,7                | modifier les données · modifier les données |
| La Chapelle-Lasson                            | 51127      | 51260       | Épernay              | Vertus-Plaine Champenoise                                               | CC de Sézanne Sud-Ouest Marnais            | 15,04            | 85 (2022)                         | 5,7                | modifier les données · modifier les données |
| La Chapelle-sous-Orbais                       | 51128      | 51270       | Épernay              | Dormans-Paysages de Champagne                                           | CC des Paysages de la Champagne            | 14,54            | 57 (2022)                         | 3,9                | modifier les données · modifier les données |
| Charleville                                   | 51129      | 51120       | Épernay              | Sézanne-Brie et Champagne                                               | CC de la Brie champenoise                  | 17,67            | 260 (2022)                        | 15                 | modifier les données · modifier les données |
| Charmont                                      | 51130      | 51330       | Vitry-le-François    | Sermaize-les-Bains                                                      | CC Côtes de Champagne et Val de Saulx      | 22,79            | 236 (2022)                        | 10                 | modifier les données · modifier les données |
| Les Charmontois                               | 51132      | 51330       | Châlons-en-Champagne | Argonne Suippe et Vesle                                                 | CC de l'Argonne Champenoise                | 14,65            | 119 (2022)                        | 8,1                | modifier les données · modifier les données |
| Le Châtelier                                  | 51133      | 51330       | Châlons-en-Champagne | Argonne Suippe et Vesle                                                 | CC de l'Argonne Champenoise                | 10,70            | 63 (2022)                         | 5,9                | modifier les données · modifier les données |
| Châtelraould-Saint-Louvent                    | 51134      | 51300       | Vitry-le-François    | Vitry-le-François-Champagne et Der                                      | CC Vitry, Champagne et Der                 | 16,91            | 253 (2022)                        | 15                 | modifier les données · modifier les données |
| Châtillon-sur-Broué                           | 51135      | 51290       | Vitry-le-François    | Sermaize-les-Bains                                                      | CC Perthois-Bocage et Der                  | 6,63             | 85 (2022)                         | 13                 | modifier les données · modifier les données |
| Châtillon-sur-Marne                           | 51136      | 51700       | Épernay              | Dormans-Paysages de Champagne                                           | CC des Paysages de la Champagne            | 11,69            | 621 (2022)                        | 53                 | modifier les données · modifier les données |
| Châtillon-sur-Morin                           | 51137      | 51310       | Épernay              | Sézanne-Brie et Champagne                                               | CC de Sézanne Sud-Ouest Marnais            | 18,05            | 208 (2022)                        | 12                 | modifier les données · modifier les données |
| Châtrices                                     | 51138      | 51800       | Châlons-en-Champagne | Argonne Suippe et Vesle                                                 | CC de l'Argonne Champenoise                | 19,53            | 36 (2022)                         | 1,8                | modifier les données · modifier les données |
| Chaudefontaine                                | 51139      | 51800       | Châlons-en-Champagne | Argonne Suippe et Vesle                                                 | CC de l'Argonne Champenoise                | 12,98            | 312 (2022)                        | 24                 | modifier les données · modifier les données |
| Chaumuzy                                      | 51140      | 51170       | Reims                | Dormans-Paysages de Champagne                                           | CU Grand Reims                             | 19,94            | 348 (2022)                        | 17                 | modifier les données · modifier les données |
| La Chaussée-sur-Marne                         | 51141      | 51240       | Vitry-le-François    | Vitry-le-François-Champagne et Der                                      | CC Vitry, Champagne et Der                 | 22,05            | 764 (2022)                        | 35                 | modifier les données · modifier les données |
| Chavot-Courcourt                              | 51142      | 51530       | Épernay              | Épernay-2                                                               | CA Épernay, Coteaux et Plaine de Champagne | 4,42             | 337 (2022)                        | 76                 | modifier les données · modifier les données |
| Le Chemin                                     | 51143      | 51800       | Châlons-en-Champagne | Argonne Suippe et Vesle                                                 | CC de l'Argonne Champenoise                | 6,24             | 62 (2022)                         | 9,9                | modifier les données · modifier les données |
| Cheminon                                      | 51144      | 51250       | Vitry-le-François    | Sermaize-les-Bains                                                      | CA Saint-Dizier, Der et Blaise             | 27,60            | 595 (2022)                        | 22                 | modifier les données · modifier les données |
| Chenay                                        | 51145      | 51140       | Reims                | Fismes-Montagne de Reims                                                | CU Grand Reims                             | 3,89             | 223 (2022)                        | 57                 | modifier les données · modifier les données |
| Cheniers                                      | 51146      | 51510       | Châlons-en-Champagne | Châlons-en-Champagne-3                                                  | CA de Châlons-en-Champagne                 | 15,58            | 120 (2022)                        | 7,7                | modifier les données · modifier les données |
| La Cheppe                                     | 51147      | 51600       | Châlons-en-Champagne | Argonne Suippe et Vesle                                                 | CC de la Région de Suippes                 | 23,90            | 326 (2022)                        | 14                 | modifier les données · modifier les données |
| Cheppes-la-Prairie                            | 51148      | 51240       | Châlons-en-Champagne | Châlons-en-Champagne-3                                                  | CC de la Moivre à la Coole                 | 20,02            | 141 (2022)                        | 7,0                | modifier les données · modifier les données |
| Chepy                                         | 51149      | 51240       | Châlons-en-Champagne | Châlons-en-Champagne-3                                                  | CC de la Moivre à la Coole                 | 8,68             | 456 (2022)                        | 53                 | modifier les données · modifier les données |
| Cherville                                     | 51150      | 51150       | Châlons-en-Champagne | Châlons-en-Champagne-2                                                  | CA de Châlons-en-Champagne                 | 3,76             | 84 (2022)                         | 22                 | modifier les données · modifier les données |
| Chichey                                       | 51151      | 51120       | Épernay              | Sézanne-Brie et Champagne                                               | CC de Sézanne Sud-Ouest Marnais            | 7,40             | 170 (2022)                        | 23                 | modifier les données · modifier les données |
| Chigny-les-Roses                              | 51152      | 51500       | Reims                | Mourmelon-Vesle et Monts de Champagne                                   | CU Grand Reims                             | 4,38             | 525 (2022)                        | 120                | modifier les données · modifier les données |
| Chouilly                                      | 51153      | 51530       | Épernay              | Épernay-2                                                               | CA Épernay, Coteaux et Plaine de Champagne | 16,12            | 1 062 (2022)                      | 66                 | modifier les données · modifier les données |
| Clamanges                                     | 51154      | 51130       | Épernay              | Vertus-Plaine Champenoise                                               | CA Épernay, Coteaux et Plaine de Champagne | 23,59            | 225 (2022)                        | 9,5                | modifier les données · modifier les données |
| Clesles                                       | 51155      | 51260       | Épernay              | Vertus-Plaine Champenoise                                               | CC de Sézanne Sud-Ouest Marnais            | 13,26            | 631 (2022)                        | 48                 | modifier les données · modifier les données |
| Cloyes-sur-Marne                              | 51156      | 51300       | Vitry-le-François    | Sermaize-les-Bains                                                      | CC Perthois-Bocage et Der                  | 6,29             | 124 (2022)                        | 20                 | modifier les données · modifier les données |
| Cœur-de-la-Vallée                             | 51457      | 51480 51700 | Épernay              | Dormans-Paysages de Champagne                                           | CC des Paysages de la Champagne            | 13,59            | 645 (2022)                        | 47                 | modifier les données · modifier les données |
| Coizard-Joches                                | 51157      | 51270       | Épernay              | Dormans-Paysages de Champagne                                           | CC des Paysages de la Champagne            | 10,78            | 91 (2022)                         | 8,4                | modifier les données · modifier les données |
| Compertrix                                    | 51160      | 51510       | Châlons-en-Champagne | Châlons-en-Champagne-1                                                  | CA de Châlons-en-Champagne                 | 4,76             | 1 307 (2022)                      | 275                | modifier les données · modifier les données |
| Condé-sur-Marne                               | 51161      | 51150       | Châlons-en-Champagne | Châlons-en-Champagne-2                                                  | CA de Châlons-en-Champagne                 | 12,34            | 749 (2022)                        | 61                 | modifier les données · modifier les données |
| Conflans-sur-Seine                            | 51162      | 51260       | Épernay              | Vertus-Plaine Champenoise                                               | CC de Sézanne Sud-Ouest Marnais            | 6,14             | 621 (2022)                        | 101                | modifier les données · modifier les données |
| Congy                                         | 51163      | 51270       | Épernay              | Dormans-Paysages de Champagne                                           | CC des Paysages de la Champagne            | 17,47            | 256 (2022)                        | 15                 | modifier les données · modifier les données |
| Connantray-Vaurefroy                          | 51164      | 51230       | Épernay              | Vertus-Plaine Champenoise                                               | CC du Sud Marnais                          | 28,83            | 137 (2022)                        | 4,8                | modifier les données · modifier les données |
| Connantre                                     | 51165      | 51230       | Épernay              | Vertus-Plaine Champenoise                                               | CC du Sud Marnais                          | 28,55            | 1 006 (2022)                      | 35                 | modifier les données · modifier les données |
| Contault                                      | 51166      | 51330       | Châlons-en-Champagne | Argonne Suippe et Vesle                                                 | CC de l'Argonne Champenoise                | 9,62             | 67 (2022)                         | 7,0                | modifier les données · modifier les données |
| Coole                                         | 51167      | 51320       | Vitry-le-François    | Vitry-le-François-Champagne et Der                                      | CC Vitry, Champagne et Der                 | 29,92            | 156 (2022)                        | 5,2                | modifier les données · modifier les données |
| Coolus                                        | 51168      | 51510       | Châlons-en-Champagne | Châlons-en-Champagne-1                                                  | CA de Châlons-en-Champagne                 | 13,18            | 230 (2022)                        | 17                 | modifier les données · modifier les données |
| Corbeil                                       | 51169      | 51320       | Vitry-le-François    | Vitry-le-François-Champagne et Der                                      | CC Vitry, Champagne et Der                 | 9,72             | 99 (2022)                         | 10                 | modifier les données · modifier les données |
| Corfélix                                      | 51170      | 51210       | Épernay              | Sézanne-Brie et Champagne                                               | CC de la Brie champenoise                  | 8,27             | 109 (2022)                        | 13                 | modifier les données · modifier les données |
| Cormicy                                       | 51171      | 51220       | Reims                | Bourgogne-Fresne                                                        | CU Grand Reims                             | 31,74            | 1 504 (2022)                      | 47                 | modifier les données · modifier les données |
| Cormontreuil                                  | 51172      | 51350       | Reims                | Reims-8                                                                 | CU Grand Reims                             | 4,62             | 6 454 (2022)                      | 1 397              | modifier les données · modifier les données |
| Cormoyeux                                     | 51173      | 51480       | Épernay              | Dormans-Paysages de Champagne                                           | CC des Paysages de la Champagne            | 2,17             | 128 (2022)                        | 59                 | modifier les données · modifier les données |
| Corribert                                     | 51174      | 51270       | Épernay              | Dormans-Paysages de Champagne                                           | CC des Paysages de la Champagne            | 9,71             | 64 (2022)                         | 6,6                | modifier les données · modifier les données |
| Corrobert                                     | 51175      | 51210       | Épernay              | Sézanne-Brie et Champagne                                               | CC de la Brie champenoise                  | 14,26            | 208 (2022)                        | 15                 | modifier les données · modifier les données |
| Corroy                                        | 51176      | 51230       | Épernay              | Vertus-Plaine Champenoise                                               | CC du Sud Marnais                          | 19,97            | 149 (2022)                        | 7,5                | modifier les données · modifier les données |
| Coulommes-la-Montagne                         | 51177      | 51390       | Reims                | Fismes-Montagne de Reims                                                | CU Grand Reims                             | 2,70             | 207 (2022)                        | 77                 | modifier les données · modifier les données |
| Coupetz                                       | 51178      | 51240       | Châlons-en-Champagne | Châlons-en-Champagne-3                                                  | CC de la Moivre à la Coole                 | 10,65            | 84 (2022)                         | 7,9                | modifier les données · modifier les données |
| Coupéville                                    | 51179      | 51240       | Châlons-en-Champagne | Châlons-en-Champagne-3                                                  | CC de la Moivre à la Coole                 | 30,42            | 168 (2022)                        | 5,5                | modifier les données · modifier les données |
| Courcelles-Sapicourt                          | 51181      | 51140       | Reims                | Fismes-Montagne de Reims                                                | CU Grand Reims                             | 3,86             | 395 (2022)                        | 102                | modifier les données · modifier les données |
| Courcemain                                    | 51182      | 51260       | Épernay              | Vertus-Plaine Champenoise                                               | CC de Sézanne Sud-Ouest Marnais            | 9,96             | 87 (2022)                         | 8,7                | modifier les données · modifier les données |
| Courcy                                        | 51183      | 51220       | Reims                | Bourgogne-Fresne                                                        | CU Grand Reims                             | 15,50            | 1 262 (2022)                      | 81                 | modifier les données · modifier les données |
| Courdemanges                                  | 51184      | 51300       | Vitry-le-François    | Vitry-le-François-Champagne et Der                                      | CC Vitry, Champagne et Der                 | 19,16            | 388 (2022)                        | 20                 | modifier les données · modifier les données |
| Courgivaux                                    | 51185      | 51310       | Épernay              | Sézanne-Brie et Champagne                                               | CC de Sézanne Sud-Ouest Marnais            | 10,72            | 277 (2022)                        | 26                 | modifier les données · modifier les données |
| Courjeonnet                                   | 51186      | 51270       | Épernay              | Dormans-Paysages de Champagne                                           | CC des Paysages de la Champagne            | 5,55             | 49 (2022)                         | 8,8                | modifier les données · modifier les données |
| Courlandon                                    | 51187      | 51170       | Reims                | Fismes-Montagne de Reims                                                | CU Grand Reims                             | 3,40             | 302 (2022)                        | 89                 | modifier les données · modifier les données |
| Courmas                                       | 51188      | 51390       | Reims                | Fismes-Montagne de Reims                                                | CU Grand Reims                             | 2,87             | 225 (2022)                        | 78                 | modifier les données · modifier les données |
| Courtagnon                                    | 51190      | 51480       | Reims                | Fismes-Montagne de Reims                                                | CU Grand Reims                             | 3,95             | 74 (2022)                         | 19                 | modifier les données · modifier les données |
| Courtémont                                    | 51191      | 51800       | Châlons-en-Champagne | Argonne Suippe et Vesle                                                 | CC de l'Argonne Champenoise                | 10,57            | 62 (2022)                         | 5,9                | modifier les données · modifier les données |
| Courthiézy                                    | 51192      | 51700       | Épernay              | Dormans-Paysages de Champagne                                           | CC des Paysages de la Champagne            | 5,89             | 344 (2022)                        | 58                 | modifier les données · modifier les données |
| Courtisols                                    | 51193      | 51460       | Châlons-en-Champagne | Argonne Suippe et Vesle                                                 | CC de la Moivre à la Coole                 | 65,62            | 2 345 (2022)                      | 36                 | modifier les données · modifier les données |
| Courville                                     | 51194      | 51170       | Reims                | Fismes-Montagne de Reims                                                | CU Grand Reims                             | 11,94            | 454 (2022)                        | 38                 | modifier les données · modifier les données |
| Couvrot                                       | 51195      | 51300       | Vitry-le-François    | Vitry-le-François-Champagne et Der                                      | CC Vitry, Champagne et Der                 | 8,05             | 796 (2022)                        | 99                 | modifier les données · modifier les données |
| Cramant                                       | 51196      | 51530       | Épernay              | Épernay-2                                                               | CA Épernay, Coteaux et Plaine de Champagne | 5,37             | 877 (2022)                        | 163                | modifier les données · modifier les données |
| La Croix-en-Champagne                         | 51197      | 51600       | Châlons-en-Champagne | Argonne Suippe et Vesle                                                 | CC de la Région de Suippes                 | 16,58            | 86 (2022)                         | 5,2                | modifier les données · modifier les données |
| Crugny                                        | 51198      | 51170       | Reims                | Fismes-Montagne de Reims                                                | CU Grand Reims                             | 12,46            | 675 (2022)                        | 54                 | modifier les données · modifier les données |
| Cuchery                                       | 51199      | 51480       | Épernay              | Dormans-Paysages de Champagne                                           | CC des Paysages de la Champagne            | 7,03             | 414 (2022)                        | 59                 | modifier les données · modifier les données |
| Cuis                                          | 51200      | 51530       | Épernay              | Épernay-2                                                               | CA Épernay, Coteaux et Plaine de Champagne | 8,27             | 368 (2022)                        | 44                 | modifier les données · modifier les données |
| Cuisles                                       | 51201      | 51700       | Reims                | Dormans-Paysages de Champagne                                           | CU Grand Reims                             | 2,77             | 127 (2022)                        | 46                 | modifier les données · modifier les données |
| Cumières                                      | 51202      | 51480       | Épernay              | Épernay-1                                                               | CA Épernay, Coteaux et Plaine de Champagne | 2,99             | 716 (2022)                        | 239                | modifier les données · modifier les données |
| Cuperly                                       | 51203      | 51400       | Châlons-en-Champagne | Argonne Suippe et Vesle                                                 | CC de la Région de Suippes                 | 20,92            | 219 (2022)                        | 10                 | modifier les données · modifier les données |
| Damery                                        | 51204      | 51480       | Épernay              | Dormans-Paysages de Champagne                                           | CC des Paysages de la Champagne            | 15,44            | 1 329 (2022)                      | 86                 | modifier les données · modifier les données |
| Dampierre-le-Château                          | 51206      | 51330       | Châlons-en-Champagne | Argonne Suippe et Vesle                                                 | CC de l'Argonne Champenoise                | 11,13            | 117 (2022)                        | 11                 | modifier les données · modifier les données |
| Dampierre-sur-Moivre                          | 51208      | 51240       | Châlons-en-Champagne | Châlons-en-Champagne-3                                                  | CC de la Moivre à la Coole                 | 11,55            | 110 (2022)                        | 9,5                | modifier les données · modifier les données |
| Dizy                                          | 51210      | 51530       | Épernay              | Épernay-1                                                               | CC de la Grande Vallée de la Marne         | 3,23             | 1 485 (2022)                      | 460                | modifier les données · modifier les données |
| Dommartin-Dampierre                           | 51211      | 51800       | Châlons-en-Champagne | Argonne Suippe et Vesle                                                 | CC de l'Argonne Champenoise                | 8,27             | 75 (2022)                         | 9,1                | modifier les données · modifier les données |
| Dommartin-Lettrée                             | 51212      | 51320       | Châlons-en-Champagne | Châlons-en-Champagne-3                                                  | CA de Châlons-en-Champagne                 | 32,67            | 163 (2022)                        | 5,0                | modifier les données · modifier les données |
| Dommartin-sous-Hans                           | 51213      | 51800       | Châlons-en-Champagne | Argonne Suippe et Vesle                                                 | CC de l'Argonne Champenoise                | 6,49             | 45 (2022)                         | 6,9                | modifier les données · modifier les données |
| Dommartin-Varimont                            | 51214      | 51330       | Châlons-en-Champagne | Argonne Suippe et Vesle                                                 | CC de l'Argonne Champenoise                | 23,60            | 136 (2022)                        | 5,8                | modifier les données · modifier les données |
| Dompremy                                      | 51215      | 51300       | Vitry-le-François    | Sermaize-les-Bains                                                      | CC Perthois-Bocage et Der                  | 3,65             | 116 (2022)                        | 32                 | modifier les données · modifier les données |
| Dontrien                                      | 51216      | 51490       | Reims                | Mourmelon-Vesle et Monts de Champagne                                   | CU Grand Reims                             | 12,66            | 259 (2022)                        | 20                 | modifier les données · modifier les données |
| Dormans                                       | 51217      | 51700       | Épernay              | Dormans-Paysages de Champagne                                           | CC des Paysages de la Champagne            | 22,58            | 2 898 (2022)                      | 128                | modifier les données · modifier les données |
| Drosnay                                       | 51219      | 51290       | Vitry-le-François    | Sermaize-les-Bains                                                      | CC Perthois-Bocage et Der                  | 18,62            | 195 (2022)                        | 10                 | modifier les données · modifier les données |
| Drouilly                                      | 51220      | 51300       | Vitry-le-François    | Vitry-le-François-Champagne et Der                                      | CC Vitry, Champagne et Der                 | 2,43             | 144 (2022)                        | 59                 | modifier les données · modifier les données |
| Éclaires                                      | 51222      | 51800       | Châlons-en-Champagne | Argonne Suippe et Vesle                                                 | CC de l'Argonne Champenoise                | 10,96            | 86 (2022)                         | 7,8                | modifier les données · modifier les données |
| Écollemont                                    | 51223      | 51290       | Vitry-le-François    | Sermaize-les-Bains                                                      | CC Perthois-Bocage et Der                  | 2,81             | 63 (2022)                         | 22                 | modifier les données · modifier les données |
| Écriennes                                     | 51224      | 51300       | Vitry-le-François    | Sermaize-les-Bains                                                      | CC Perthois-Bocage et Der                  | 6,36             | 166 (2022)                        | 26                 | modifier les données · modifier les données |
| Écueil                                        | 51225      | 51500       | Reims                | Fismes-Montagne de Reims                                                | CU Grand Reims                             | 7,03             | 349 (2022)                        | 50                 | modifier les données · modifier les données |
| Écury-le-Repos                                | 51226      | 51230       | Épernay              | Vertus-Plaine Champenoise                                               | CA Épernay, Coteaux et Plaine de Champagne | 9,96             | 62 (2022)                         | 6,2                | modifier les données · modifier les données |
| Écury-sur-Coole                               | 51227      | 51240       | Châlons-en-Champagne | Châlons-en-Champagne-3                                                  | CC de la Moivre à la Coole                 | 18,30            | 491 (2022)                        | 27                 | modifier les données · modifier les données |
| Élise-Daucourt                                | 51228      | 51800       | Châlons-en-Champagne | Argonne Suippe et Vesle                                                 | CC de l'Argonne Champenoise                | 15,32            | 81 (2022)                         | 5,3                | modifier les données · modifier les données |
| Épense                                        | 51229      | 51330       | Châlons-en-Champagne | Argonne Suippe et Vesle                                                 | CC de l'Argonne Champenoise                | 11,32            | 123 (2022)                        | 11                 | modifier les données · modifier les données |
| Épernay                                       | 51230      | 51200       | Épernay              | Épernay-1 Épernay-2                                                     | CA Épernay, Coteaux et Plaine de Champagne | 22,69            | 22 022 (2022)                     | 971                | modifier les données · modifier les données |
| L'Épine                                       | 51231      | 51460       | Châlons-en-Champagne | Châlons-en-Champagne-3                                                  | CA de Châlons-en-Champagne                 | 30,51            | 676 (2022)                        | 22                 | modifier les données · modifier les données |
| Époye                                         | 51232      | 51490       | Reims                | Mourmelon-Vesle et Monts de Champagne                                   | CU Grand Reims                             | 15,35            | 417 (2022)                        | 27                 | modifier les données · modifier les données |
| Escardes                                      | 51233      | 51310       | Épernay              | Sézanne-Brie et Champagne                                               | CC de Sézanne Sud-Ouest Marnais            | 14,49            | 64 (2022)                         | 4,4                | modifier les données · modifier les données |
| Esclavolles-Lurey                             | 51234      | 51260       | Épernay              | Vertus-Plaine Champenoise                                               | CC de Sézanne Sud-Ouest Marnais            | 9,47             | 644 (2022)                        | 68                 | modifier les données · modifier les données |
| Les Essarts-le-Vicomte                        | 51236      | 51310       | Épernay              | Sézanne-Brie et Champagne                                               | CC de Sézanne Sud-Ouest Marnais            | 11,29            | 135 (2022)                        | 12                 | modifier les données · modifier les données |
| Les Essarts-lès-Sézanne                       | 51235      | 51120       | Épernay              | Sézanne-Brie et Champagne                                               | CC de Sézanne Sud-Ouest Marnais            | 16,79            | 242 (2022)                        | 14                 | modifier les données · modifier les données |
| Esternay                                      | 51237      | 51310       | Épernay              | Sézanne-Brie et Champagne                                               | CC de Sézanne Sud-Ouest Marnais            | 31,98            | 1 776 (2022)                      | 56                 | modifier les données · modifier les données |
| Étoges                                        | 51238      | 51270       | Épernay              | Dormans-Paysages de Champagne                                           | CC des Paysages de la Champagne            | 14,57            | 417 (2022)                        | 29                 | modifier les données · modifier les données |
| Étréchy                                       | 51239      | 51130       | Épernay              | Vertus-Plaine Champenoise                                               | CA Épernay, Coteaux et Plaine de Champagne | 6,64             | 102 (2022)                        | 15                 | modifier les données · modifier les données |
| Étrepy                                        | 51240      | 51340       | Vitry-le-François    | Sermaize-les-Bains                                                      | CC Côtes de Champagne et Val de Saulx      | 7,63             | 115 (2022)                        | 15                 | modifier les données · modifier les données |
| Euvy                                          | 51241      | 51230       | Épernay              | Vertus-Plaine Champenoise                                               | CC du Sud Marnais                          | 14,43            | 79 (2022)                         | 5,5                | modifier les données · modifier les données |
| Fagnières                                     | 51242      | 51510       | Châlons-en-Champagne | Châlons-en-Champagne-1                                                  | CA de Châlons-en-Champagne                 | 19,48            | 4 886 (2022)                      | 251                | modifier les données · modifier les données |
| Faux-Fresnay                                  | 51243      | 51230       | Épernay              | Vertus-Plaine Champenoise                                               | CC du Sud Marnais                          | 27,26            | 330 (2022)                        | 12                 | modifier les données · modifier les données |
| Faux-Vésigneul                                | 51244      | 51320       | Châlons-en-Champagne | Châlons-en-Champagne-3                                                  | CC de la Moivre à la Coole                 | 39,42            | 239 (2022)                        | 6,1                | modifier les données · modifier les données |
| Faverolles-et-Coëmy                           | 51245      | 51170       | Reims                | Fismes-Montagne de Reims                                                | CU Grand Reims                             | 5,48             | 597 (2022)                        | 109                | modifier les données · modifier les données |
| Favresse                                      | 51246      | 51300       | Vitry-le-François    | Sermaize-les-Bains                                                      | CC Perthois-Bocage et Der                  | 10,31            | 219 (2022)                        | 21                 | modifier les données · modifier les données |
| Fère-Champenoise                              | 51248      | 51230       | Épernay              | Vertus-Plaine Champenoise                                               | CC du Sud Marnais                          | 65,89            | 2 181 (2022)                      | 33                 | modifier les données · modifier les données |
| Fèrebrianges                                  | 51247      | 51270       | Épernay              | Dormans-Paysages de Champagne                                           | CC des Paysages de la Champagne            | 7,19             | 136 (2022)                        | 19                 | modifier les données · modifier les données |
| Festigny                                      | 51249      | 51700       | Épernay              | Dormans-Paysages de Champagne                                           | CC des Paysages de la Champagne            | 25,63            | 392 (2022)                        | 15                 | modifier les données · modifier les données |
| Fismes                                        | 51250      | 51170       | Reims                | Fismes-Montagne de Reims                                                | CU Grand Reims                             | 16,75            | 5 884 (2022)                      | 351                | modifier les données · modifier les données |
| Flavigny                                      | 51251      | 51190       | Épernay              | Épernay-2                                                               | CA Épernay, Coteaux et Plaine de Champagne | 7,98             | 177 (2022)                        | 22                 | modifier les données · modifier les données |
| Fleury-la-Rivière                             | 51252      | 51480       | Épernay              | Dormans-Paysages de Champagne                                           | CC des Paysages de la Champagne            | 7,98             | 520 (2022)                        | 65                 | modifier les données · modifier les données |
| Florent-en-Argonne                            | 51253      | 51800       | Châlons-en-Champagne | Argonne Suippe et Vesle                                                 | CC de l'Argonne Champenoise                | 12,29            | 217 (2022)                        | 18                 | modifier les données · modifier les données |
| Fontaine-Denis-Nuisy                          | 51254      | 51120       | Épernay              | Sézanne-Brie et Champagne                                               | CC de Sézanne Sud-Ouest Marnais            | 13,17            | 235 (2022)                        | 18                 | modifier les données · modifier les données |
| Fontaine-en-Dormois                           | 51255      | 51800       | Châlons-en-Champagne | Argonne Suippe et Vesle                                                 | CC de l'Argonne Champenoise                | 5,29             | 15 (2022)                         | 2,8                | modifier les données · modifier les données |
| Fontaine-sur-Ay                               | 51256      | 51160       | Épernay              | Épernay-1                                                               | CC de la Grande Vallée de la Marne         | 7,72             | 315 (2022)                        | 41                 | modifier les données · modifier les données |
| La Forestière                                 | 51258      | 51120       | Épernay              | Sézanne-Brie et Champagne                                               | CC de Sézanne Sud-Ouest Marnais            | 22,67            | 206 (2022)                        | 9,1                | modifier les données · modifier les données |
| Francheville                                  | 51259      | 51240       | Châlons-en-Champagne | Châlons-en-Champagne-3                                                  | CC de la Moivre à la Coole                 | 9,43             | 192 (2022)                        | 20                 | modifier les données · modifier les données |
| Le Fresne                                     | 51260      | 51240       | Châlons-en-Champagne | Châlons-en-Champagne-3                                                  | CC de la Moivre à la Coole                 | 17,71            | 75 (2022)                         | 4,2                | modifier les données · modifier les données |
| Frignicourt                                   | 51262      | 51300       | Vitry-le-François    | Vitry-le-François-Champagne et Der                                      | CC Vitry, Champagne et Der                 | 9,70             | 1 751 (2022)                      | 181                | modifier les données · modifier les données |
| Fromentières                                  | 51263      | 51210       | Épernay              | Sézanne-Brie et Champagne                                               | CC de la Brie champenoise                  | 8,88             | 379 (2022)                        | 43                 | modifier les données · modifier les données |
| Le Gault-Soigny                               | 51264      | 51210       | Épernay              | Sézanne-Brie et Champagne                                               | CC de la Brie champenoise                  | 26,09            | 503 (2022)                        | 19                 | modifier les données · modifier les données |
| Gaye                                          | 51265      | 51120       | Épernay              | Sézanne-Brie et Champagne                                               | CC de Sézanne Sud-Ouest Marnais            | 21,13            | 581 (2022)                        | 27                 | modifier les données · modifier les données |
| Germaine                                      | 51266      | 51160       | Épernay              | Épernay-1                                                               | CC de la Grande Vallée de la Marne         | 14,87            | 529 (2022)                        | 36                 | modifier les données · modifier les données |
| Germigny                                      | 51267      | 51390       | Reims                | Fismes-Montagne de Reims                                                | CU Grand Reims                             | 2,39             | 184 (2022)                        | 77                 | modifier les données · modifier les données |
| Germinon                                      | 51268      | 51130       | Épernay              | Vertus-Plaine Champenoise                                               | CA Épernay, Coteaux et Plaine de Champagne | 19,61            | 188 (2022)                        | 9,6                | modifier les données · modifier les données |
| Giffaumont-Champaubert                        | 51269      | 51290       | Vitry-le-François    | Sermaize-les-Bains                                                      | CC Perthois-Bocage et Der                  | 28,16            | 286 (2022)                        | 10                 | modifier les données · modifier les données |
| Gigny-Bussy                                   | 51270      | 51290       | Vitry-le-François    | Sermaize-les-Bains                                                      | CC Perthois-Bocage et Der                  | 22,45            | 227 (2022)                        | 10                 | modifier les données · modifier les données |
| Givry-en-Argonne                              | 51272      | 51330       | Châlons-en-Champagne | Argonne Suippe et Vesle                                                 | CC de l'Argonne Champenoise                | 7,66             | 451 (2022)                        | 59                 | modifier les données · modifier les données |
| Givry-lès-Loisy                               | 51273      | 51130       | Épernay              | Vertus-Plaine Champenoise                                               | CA Épernay, Coteaux et Plaine de Champagne | 5,05             | 73 (2022)                         | 14                 | modifier les données · modifier les données |
| Gizaucourt                                    | 51274      | 51800       | Châlons-en-Champagne | Argonne Suippe et Vesle                                                 | CC de l'Argonne Champenoise                | 7,79             | 116 (2022)                        | 15                 | modifier les données · modifier les données |
| Glannes                                       | 51275      | 51300       | Vitry-le-François    | Vitry-le-François-Champagne et Der                                      | CC Vitry, Champagne et Der                 | 13,10            | 184 (2022)                        | 14                 | modifier les données · modifier les données |
| Gourgançon                                    | 51276      | 51230       | Épernay              | Vertus-Plaine Champenoise                                               | CC du Sud Marnais                          | 29,15            | 146 (2022)                        | 5,0                | modifier les données · modifier les données |
| Les Grandes-Loges                             | 51278      | 51400       | Châlons-en-Champagne | Châlons-en-Champagne-2                                                  | CA de Châlons-en-Champagne                 | 12,82            | 285 (2022)                        | 22                 | modifier les données · modifier les données |
| Granges-sur-Aube                              | 51279      | 51260       | Épernay              | Vertus-Plaine Champenoise                                               | CC de Sézanne Sud-Ouest Marnais            | 8,06             | 182 (2022)                        | 23                 | modifier les données · modifier les données |
| Gratreuil                                     | 51280      | 51800       | Châlons-en-Champagne | Argonne Suippe et Vesle                                                 | CC de l'Argonne Champenoise                | 4,77             | 21 (2022)                         | 4,4                | modifier les données · modifier les données |
| Grauves                                       | 51281      | 51190       | Épernay              | Épernay-2                                                               | CA Épernay, Coteaux et Plaine de Champagne | 7,84             | 618 (2022)                        | 79                 | modifier les données · modifier les données |
| Gueux                                         | 51282      | 51390       | Reims                | Fismes-Montagne de Reims                                                | CU Grand Reims                             | 8,86             | 1 901 (2022)                      | 215                | modifier les données · modifier les données |
| Hans                                          | 51283      | 51800       | Châlons-en-Champagne | Argonne Suippe et Vesle                                                 | CC de l'Argonne Champenoise                | 19,50            | 122 (2022)                        | 6,3                | modifier les données · modifier les données |
| Haussignémont                                 | 51284      | 51300       | Vitry-le-François    | Sermaize-les-Bains                                                      | CC Perthois-Bocage et Der                  | 2,78             | 311 (2022)                        | 112                | modifier les données · modifier les données |
| Haussimont                                    | 51285      | 51320       | Châlons-en-Champagne | Châlons-en-Champagne-3                                                  | CA de Châlons-en-Champagne                 | 17,63            | 139 (2022)                        | 7,9                | modifier les données · modifier les données |
| Hauteville                                    | 51286      | 51290       | Vitry-le-François    | Sermaize-les-Bains                                                      | CA Saint-Dizier, Der et Blaise             | 10,78            | 233 (2022)                        | 22                 | modifier les données · modifier les données |
| Hautvillers                                   | 51287      | 51160       | Épernay              | Épernay-1                                                               | CC de la Grande Vallée de la Marne         | 11,77            | 628 (2022)                        | 53                 | modifier les données · modifier les données |
| Heiltz-l'Évêque                               | 51290      | 51340       | Vitry-le-François    | Sermaize-les-Bains                                                      | CC Côtes de Champagne et Val de Saulx      | 9,43             | 278 (2022)                        | 29                 | modifier les données · modifier les données |
| Heiltz-le-Hutier                              | 51288      | 51300       | Vitry-le-François    | Sermaize-les-Bains                                                      | CC Perthois-Bocage et Der                  | 10,84            | 235 (2022)                        | 22                 | modifier les données · modifier les données |
| Heiltz-le-Maurupt                             | 51289      | 51340       | Vitry-le-François    | Sermaize-les-Bains                                                      | CC Côtes de Champagne et Val de Saulx      | 16,27            | 435 (2022)                        | 27                 | modifier les données · modifier les données |
| Hermonville                                   | 51291      | 51220       | Reims                | Bourgogne-Fresne                                                        | CU Grand Reims                             | 13,30            | 1 409 (2022)                      | 106                | modifier les données · modifier les données |
| Herpont                                       | 51292      | 51460       | Châlons-en-Champagne | Argonne Suippe et Vesle                                                 | CC de l'Argonne Champenoise                | 23,00            | 122 (2022)                        | 5,3                | modifier les données · modifier les données |
| Heutrégiville                                 | 51293      | 51110       | Reims                | Bourgogne-Fresne                                                        | CU Grand Reims                             | 11,62            | 504 (2022)                        | 43                 | modifier les données · modifier les données |
| Hourges                                       | 51294      | 51140       | Reims                | Fismes-Montagne de Reims                                                | CU Grand Reims                             | 4,34             | 84 (2022)                         | 19                 | modifier les données · modifier les données |
| Huiron                                        | 51295      | 51300       | Vitry-le-François    | Vitry-le-François-Champagne et Der                                      | CC Vitry, Champagne et Der                 | 13,28            | 302 (2022)                        | 23                 | modifier les données · modifier les données |
| Humbauville                                   | 51296      | 51320       | Vitry-le-François    | Vitry-le-François-Champagne et Der                                      | CC Vitry, Champagne et Der                 | 16,85            | 75 (2022)                         | 4,5                | modifier les données · modifier les données |
| Igny-Comblizy                                 | 51298      | 51700       | Épernay              | Dormans-Paysages de Champagne                                           | CC des Paysages de la Champagne            | 40,74            | 436 (2022)                        | 11                 | modifier les données · modifier les données |
| Isle-sur-Marne                                | 51300      | 51290       | Vitry-le-François    | Sermaize-les-Bains                                                      | CC Perthois-Bocage et Der                  | 5,47             | 96 (2022)                         | 18                 | modifier les données · modifier les données |
| Isles-sur-Suippe                              | 51299      | 51110       | Reims                | Bourgogne-Fresne                                                        | CU Grand Reims                             | 12,39            | 979 (2022)                        | 79                 | modifier les données · modifier les données |
| Isse                                          | 51301      | 51150       | Châlons-en-Champagne | Châlons-en-Champagne-2                                                  | CA de Châlons-en-Champagne                 | 10,81            | 109 (2022)                        | 10                 | modifier les données · modifier les données |
| Les Istres-et-Bury                            | 51302      | 51190       | Épernay              | Épernay-2                                                               | CA Épernay, Coteaux et Plaine de Champagne | 5,15             | 90 (2022)                         | 17                 | modifier les données · modifier les données |
| Jâlons                                        | 51303      | 51150       | Châlons-en-Champagne | Châlons-en-Champagne-2                                                  | CA de Châlons-en-Champagne                 | 10,35            | 550 (2022)                        | 53                 | modifier les données · modifier les données |
| Janvilliers                                   | 51304      | 51210       | Épernay              | Sézanne-Brie et Champagne                                               | CC de la Brie champenoise                  | 8,74             | 159 (2022)                        | 18                 | modifier les données · modifier les données |
| Janvry                                        | 51305      | 51390       | Reims                | Fismes-Montagne de Reims                                                | CU Grand Reims                             | 1,94             | 146 (2022)                        | 75                 | modifier les données · modifier les données |
| Joiselle                                      | 51306      | 51310       | Épernay              | Sézanne-Brie et Champagne                                               | CC de Sézanne Sud-Ouest Marnais            | 9,76             | 107 (2022)                        | 11                 | modifier les données · modifier les données |
| Jonchery-sur-Suippe                           | 51307      | 51600       | Châlons-en-Champagne | Argonne Suippe et Vesle                                                 | CC de la Région de Suippes                 | 24,74            | 228 (2022)                        | 9,2                | modifier les données · modifier les données |
| Jonchery-sur-Vesle                            | 51308      | 51140       | Reims                | Fismes-Montagne de Reims                                                | CU Grand Reims                             | 3,20             | 1 815 (2022)                      | 567                | modifier les données · modifier les données |
| Jonquery                                      | 51309      | 51700       | Reims                | Dormans-Paysages de Champagne                                           | CU Grand Reims                             | 4,34             | 114 (2022)                        | 26                 | modifier les données · modifier les données |
| Jouy-lès-Reims                                | 51310      | 51390       | Reims                | Fismes-Montagne de Reims                                                | CU Grand Reims                             | 1,86             | 208 (2022)                        | 112                | modifier les données · modifier les données |
| Jussecourt-Minecourt                          | 51311      | 51340       | Vitry-le-François    | Sermaize-les-Bains                                                      | CC Côtes de Champagne et Val de Saulx      | 8,92             | 199 (2022)                        | 22                 | modifier les données · modifier les données |
| Juvigny                                       | 51312      | 51150       | Châlons-en-Champagne | Châlons-en-Champagne-2                                                  | CA de Châlons-en-Champagne                 | 21,37            | 959 (2022)                        | 45                 | modifier les données · modifier les données |
| Lachy                                         | 51313      | 51120       | Épernay              | Sézanne-Brie et Champagne                                               | CC de Sézanne Sud-Ouest Marnais            | 16,89            | 347 (2022)                        | 21                 | modifier les données · modifier les données |
| Lagery                                        | 51314      | 51170       | Reims                | Dormans-Paysages de Champagne                                           | CU Grand Reims                             | 9,34             | 234 (2022)                        | 25                 | modifier les données · modifier les données |
| Landricourt                                   | 51315      | 51290       | Vitry-le-François    | Sermaize-les-Bains                                                      | CA Saint-Dizier, Der et Blaise             | 5,88             | 135 (2022)                        | 23                 | modifier les données · modifier les données |
| Larzicourt                                    | 51316      | 51290       | Vitry-le-François    | Sermaize-les-Bains                                                      | CC Perthois-Bocage et Der                  | 16,86            | 270 (2022)                        | 16                 | modifier les données · modifier les données |
| Laval-sur-Tourbe                              | 51317      | 51600       | Châlons-en-Champagne | Argonne Suippe et Vesle                                                 | CC de la Région de Suippes                 | 14,58            | 49 (2022)                         | 3,4                | modifier les données · modifier les données |
| Lavannes                                      | 51318      | 51110       | Reims                | Bourgogne-Fresne                                                        | CU Grand Reims                             | 17,77            | 573 (2022)                        | 32                 | modifier les données · modifier les données |
| Lenharrée                                     | 51319      | 51230       | Châlons-en-Champagne | Châlons-en-Champagne-3                                                  | CA de Châlons-en-Champagne                 | 17,75            | 109 (2022)                        | 6,1                | modifier les données · modifier les données |
| Leuvrigny                                     | 51320      | 51700       | Épernay              | Dormans-Paysages de Champagne                                           | CC des Paysages de la Champagne            | 8,00             | 302 (2022)                        | 38                 | modifier les données · modifier les données |
| Lhéry                                         | 51321      | 51170       | Reims                | Dormans-Paysages de Champagne                                           | CU Grand Reims                             | 6,08             | 89 (2022)                         | 15                 | modifier les données · modifier les données |
| Lignon                                        | 51322      | 51290       | Vitry-le-François    | Vitry-le-François-Champagne et Der                                      | CC Vitry, Champagne et Der                 | 7,50             | 119 (2022)                        | 16                 | modifier les données · modifier les données |
| Linthelles                                    | 51323      | 51230       | Épernay              | Sézanne-Brie et Champagne                                               | CC de Sézanne Sud-Ouest Marnais            | 11,02            | 105 (2022)                        | 9,5                | modifier les données · modifier les données |
| Linthes                                       | 51324      | 51230       | Épernay              | Sézanne-Brie et Champagne                                               | CC de Sézanne Sud-Ouest Marnais            | 9,03             | 111 (2022)                        | 12                 | modifier les données · modifier les données |
| Lisse-en-Champagne                            | 51325      | 51300       | Vitry-le-François    | Sermaize-les-Bains                                                      | CC Côtes de Champagne et Val de Saulx      | 8,29             | 107 (2022)                        | 13                 | modifier les données · modifier les données |
| Livry-Louvercy                                | 51326      | 51400       | Châlons-en-Champagne | Mourmelon-Vesle et Monts de Champagne                                   | CA de Châlons-en-Champagne                 | 30,74            | 1 083 (2022)                      | 35                 | modifier les données · modifier les données |
| Loisy-en-Brie                                 | 51327      | 51130       | Épernay              | Vertus-Plaine Champenoise                                               | CA Épernay, Coteaux et Plaine de Champagne | 15,09            | 173 (2022)                        | 11                 | modifier les données · modifier les données |
| Loisy-sur-Marne                               | 51328      | 51300       | Vitry-le-François    | Vitry-le-François-Champagne et Der                                      | CC Vitry, Champagne et Der                 | 14,07            | 1 114 (2022)                      | 79                 | modifier les données · modifier les données |
| Loivre                                        | 51329      | 51220       | Reims                | Bourgogne-Fresne                                                        | CU Grand Reims                             | 10,24            | 1 438 (2022)                      | 140                | modifier les données · modifier les données |
| Ludes                                         | 51333      | 51500       | Reims                | Mourmelon-Vesle et Monts de Champagne                                   | CU Grand Reims                             | 12,22            | 691 (2022)                        | 57                 | modifier les données · modifier les données |
| Luxémont-et-Villotte                          | 51334      | 51300       | Vitry-le-François    | Sermaize-les-Bains                                                      | CC Perthois-Bocage et Der                  | 9,19             | 444 (2022)                        | 48                 | modifier les données · modifier les données |
| Maffrécourt                                   | 51336      | 51800       | Châlons-en-Champagne | Argonne Suippe et Vesle                                                 | CC de l'Argonne Champenoise                | 6,74             | 57 (2022)                         | 8,5                | modifier les données · modifier les données |
| Magenta                                       | 51663      | 51530       | Épernay              | Épernay-1                                                               | CA Épernay, Coteaux et Plaine de Champagne | 0,97             | 1 686 (2022)                      | 1 738              | modifier les données · modifier les données |
| Magneux                                       | 51337      | 51170       | Reims                | Fismes-Montagne de Reims                                                | CU Grand Reims                             | 3,19             | 266 (2022)                        | 83                 | modifier les données · modifier les données |
| Mailly-Champagne                              | 51338      | 51500       | Reims                | Mourmelon-Vesle et Monts de Champagne                                   | CU Grand Reims                             | 10,06            | 622 (2022)                        | 62                 | modifier les données · modifier les données |
| Mairy-sur-Marne                               | 51339      | 51240       | Châlons-en-Champagne | Châlons-en-Champagne-3                                                  | CC de la Moivre à la Coole                 | 20,78            | 565 (2022)                        | 27                 | modifier les données · modifier les données |
| Maisons-en-Champagne                          | 51340      | 51300       | Vitry-le-François    | Vitry-le-François-Champagne et Der                                      | CC Vitry, Champagne et Der                 | 29,14            | 551 (2022)                        | 19                 | modifier les données · modifier les données |
| Malmy                                         | 51341      | 51800       | Châlons-en-Champagne | Argonne Suippe et Vesle                                                 | CC de l'Argonne Champenoise                | 4,83             | 37 (2022)                         | 7,7                | modifier les données · modifier les données |
| Mancy                                         | 51342      | 51530       | Épernay              | Épernay-2                                                               | CA Épernay, Coteaux et Plaine de Champagne | 3,57             | 237 (2022)                        | 66                 | modifier les données · modifier les données |
| Marcilly-sur-Seine                            | 51343      | 51260       | Épernay              | Vertus-Plaine Champenoise                                               | CC de Sézanne Sud-Ouest Marnais            | 10,01            | 627 (2022)                        | 63                 | modifier les données · modifier les données |
| Mardeuil                                      | 51344      | 51530       | Épernay              | Épernay-1                                                               | CA Épernay, Coteaux et Plaine de Champagne | 9,19             | 1 463 (2022)                      | 159                | modifier les données · modifier les données |
| Mareuil-en-Brie                               | 51345      | 51270       | Épernay              | Dormans-Paysages de Champagne                                           | CC des Paysages de la Champagne            | 8,89             | 289 (2022)                        | 33                 | modifier les données · modifier les données |
| Mareuil-le-Port                               | 51346      | 51700       | Épernay              | Dormans-Paysages de Champagne                                           | CC des Paysages de la Champagne            | 8,96             | 1 151 (2022)                      | 128                | modifier les données · modifier les données |
| Marfaux                                       | 51348      | 51170       | Reims                | Dormans-Paysages de Champagne                                           | CU Grand Reims                             | 6,75             | 111 (2022)                        | 16                 | modifier les données · modifier les données |
| Margerie-Hancourt                             | 51349      | 51290       | Vitry-le-François    | Vitry-le-François-Champagne et Der                                      | CC Vitry, Champagne et Der                 | 21,87            | 181 (2022)                        | 8,3                | modifier les données · modifier les données |
| Margny                                        | 51350      | 51210       | Épernay              | Dormans-Paysages de Champagne                                           | CC de la Brie champenoise                  | 10,53            | 123 (2022)                        | 12                 | modifier les données · modifier les données |
| Marigny                                       | 51351      | 51230       | Épernay              | Vertus-Plaine Champenoise                                               | CC du Sud Marnais                          | 11,73            | 115 (2022)                        | 9,8                | modifier les données · modifier les données |
| Marolles                                      | 51352      | 51300       | Vitry-le-François    | Vitry-le-François-Champagne et Der                                      | CC Vitry, Champagne et Der                 | 4,38             | 803 (2022)                        | 183                | modifier les données · modifier les données |
| Marsangis                                     | 51353      | 51260       | Épernay              | Vertus-Plaine Champenoise                                               | CC de Sézanne Sud-Ouest Marnais            | 6,74             | 46 (2022)                         | 6,8                | modifier les données · modifier les données |
| Marson                                        | 51354      | 51240       | Châlons-en-Champagne | Châlons-en-Champagne-3                                                  | CC de la Moivre à la Coole                 | 30,76            | 278 (2022)                        | 9,0                | modifier les données · modifier les données |
| Massiges                                      | 51355      | 51800       | Châlons-en-Champagne | Argonne Suippe et Vesle                                                 | CC de l'Argonne Champenoise                | 8,19             | 43 (2022)                         | 5,3                | modifier les données · modifier les données |
| Matignicourt-Goncourt                         | 51356      | 51300       | Vitry-le-François    | Sermaize-les-Bains                                                      | CC Perthois-Bocage et Der                  | 9,25             | 156 (2022)                        | 17                 | modifier les données · modifier les données |
| Matougues                                     | 51357      | 51510       | Châlons-en-Champagne | Châlons-en-Champagne-2                                                  | CA de Châlons-en-Champagne                 | 13,77            | 628 (2022)                        | 46                 | modifier les données · modifier les données |
| Maurupt-le-Montois                            | 51358      | 51340       | Vitry-le-François    | Sermaize-les-Bains                                                      | CA Saint-Dizier, Der et Blaise             | 18,12            | 534 (2022)                        | 29                 | modifier les données · modifier les données |
| Mécringes                                     | 51359      | 51210       | Épernay              | Sézanne-Brie et Champagne                                               | CC de la Brie champenoise                  | 10,68            | 208 (2022)                        | 19                 | modifier les données · modifier les données |
| Le Meix-Saint-Epoing                          | 51360      | 51120       | Épernay              | Sézanne-Brie et Champagne                                               | CC de Sézanne Sud-Ouest Marnais            | 11,29            | 295 (2022)                        | 26                 | modifier les données · modifier les données |
| Le Meix-Tiercelin                             | 51361      | 51320       | Vitry-le-François    | Vitry-le-François-Champagne et Der                                      | CC Vitry, Champagne et Der                 | 19,41            | 167 (2022)                        | 8,6                | modifier les données · modifier les données |
| Merfy                                         | 51362      | 51220       | Reims                | Bourgogne-Fresne                                                        | CU Grand Reims                             | 6,69             | 603 (2022)                        | 90                 | modifier les données · modifier les données |
| Merlaut                                       | 51363      | 51300       | Vitry-le-François    | Sermaize-les-Bains                                                      | CC Côtes de Champagne et Val de Saulx      | 5,04             | 271 (2022)                        | 54                 | modifier les données · modifier les données |
| Méry-Prémecy                                  | 51364      | 51390       | Reims                | Fismes-Montagne de Reims                                                | CU Grand Reims                             | 5,11             | 67 (2022)                         | 13                 | modifier les données · modifier les données |
| Les Mesneux                                   | 51365      | 51370       | Reims                | Fismes-Montagne de Reims                                                | CU Grand Reims                             | 4,26             | 963 (2022)                        | 226                | modifier les données · modifier les données |
| Le Mesnil-sur-Oger                            | 51367      | 51190       | Épernay              | Vertus-Plaine Champenoise                                               | CA Épernay, Coteaux et Plaine de Champagne | 7,91             | 1 001 (2022)                      | 127                | modifier les données · modifier les données |
| Minaucourt-le-Mesnil-lès-Hurlus               | 51368      | 51800       | Châlons-en-Champagne | Argonne Suippe et Vesle                                                 | CC de l'Argonne Champenoise                | 23,04            | 46 (2022)                         | 2,0                | modifier les données · modifier les données |
| Mœurs-Verdey                                  | 51369      | 51120       | Épernay              | Sézanne-Brie et Champagne                                               | CC de Sézanne Sud-Ouest Marnais            | 13,18            | 318 (2022)                        | 24                 | modifier les données · modifier les données |
| Moiremont                                     | 51370      | 51800       | Châlons-en-Champagne | Argonne Suippe et Vesle                                                 | CC de l'Argonne Champenoise                | 16,98            | 189 (2022)                        | 11                 | modifier les données · modifier les données |
| Moivre                                        | 51371      | 51240       | Châlons-en-Champagne | Châlons-en-Champagne-3                                                  | CC de la Moivre à la Coole                 | 21,84            | 54 (2022)                         | 2,5                | modifier les données · modifier les données |
| Moncetz-l'Abbaye                              | 51373      | 51290       | Vitry-le-François    | Sermaize-les-Bains                                                      | CC Perthois-Bocage et Der                  | 6,95             | 88 (2022)                         | 13                 | modifier les données · modifier les données |
| Moncetz-Longevas                              | 51372      | 51470       | Châlons-en-Champagne | Châlons-en-Champagne-3                                                  | CA de Châlons-en-Champagne                 | 7,24             | 569 (2022)                        | 79                 | modifier les données · modifier les données |
| Mondement-Montgivroux                         | 51374      | 51120       | Épernay              | Sézanne-Brie et Champagne                                               | CC de Sézanne Sud-Ouest Marnais            | 7,37             | 28 (2022)                         | 3,8                | modifier les données · modifier les données |
| Mont-sur-Courville                            | 51382      | 51170       | Reims                | Fismes-Montagne de Reims                                                | CU Grand Reims                             | 5,94             | 117 (2022)                        | 20                 | modifier les données · modifier les données |
| Montbré                                       | 51375      | 51500       | Reims                | Mourmelon-Vesle et Monts de Champagne                                   | CU Grand Reims                             | 3,08             | 380 (2022)                        | 123                | modifier les données · modifier les données |
| Montépreux                                    | 51377      | 51320       | Châlons-en-Champagne | Châlons-en-Champagne-3                                                  | CA de Châlons-en-Champagne                 | 15,41            | 46 (2022)                         | 3,0                | modifier les données · modifier les données |
| Montgenost                                    | 51376      | 51260       | Épernay              | Sézanne-Brie et Champagne                                               | CC de Sézanne Sud-Ouest Marnais            | 8,40             | 159 (2022)                        | 19                 | modifier les données · modifier les données |
| Monthelon                                     | 51378      | 51530       | Épernay              | Épernay-2                                                               | CA Épernay, Coteaux et Plaine de Champagne | 2,66             | 346 (2022)                        | 130                | modifier les données · modifier les données |
| Montigny-sur-Vesle                            | 51379      | 51140       | Reims                | Fismes-Montagne de Reims                                                | CU Grand Reims                             | 9,46             | 537 (2022)                        | 57                 | modifier les données · modifier les données |
| Montmirail                                    | 51380      | 51210       | Épernay              | Sézanne-Brie et Champagne                                               | CC de la Brie champenoise                  | 48,82            | 3 551 (2022)                      | 73                 | modifier les données · modifier les données |
| Montmort-Lucy                                 | 51381      | 51270       | Épernay              | Dormans-Paysages de Champagne                                           | CC des Paysages de la Champagne            | 29,17            | 650 (2022)                        | 22                 | modifier les données · modifier les données |
| Morangis                                      | 51384      | 51530       | Épernay              | Épernay-2                                                               | CA Épernay, Coteaux et Plaine de Champagne | 8,65             | 367 (2022)                        | 42                 | modifier les données · modifier les données |
| Morsains                                      | 51386      | 51210       | Épernay              | Sézanne-Brie et Champagne                                               | CC de la Brie champenoise                  | 14,33            | 149 (2022)                        | 10                 | modifier les données · modifier les données |
| Moslins                                       | 51387      | 51530       | Épernay              | Vertus-Plaine Champenoise                                               | CA Épernay, Coteaux et Plaine de Champagne | 11,72            | 285 (2022)                        | 24                 | modifier les données · modifier les données |
| Mourmelon-le-Grand                            | 51388      | 51400       | Châlons-en-Champagne | Mourmelon-Vesle et Monts de Champagne                                   | CA de Châlons-en-Champagne                 | 23,21            | 4 984 (2022)                      | 215                | modifier les données · modifier les données |
| Mourmelon-le-Petit                            | 51389      | 51400       | Châlons-en-Champagne | Mourmelon-Vesle et Monts de Champagne                                   | CA de Châlons-en-Champagne                 | 12,19            | 806 (2022)                        | 66                 | modifier les données · modifier les données |
| Moussy                                        | 51390      | 51530       | Épernay              | Épernay-2                                                               | CA Épernay, Coteaux et Plaine de Champagne | 2,81             | 744 (2022)                        | 265                | modifier les données · modifier les données |
| Muizon                                        | 51391      | 51140       | Reims                | Fismes-Montagne de Reims                                                | CU Grand Reims                             | 7,15             | 2 072 (2022)                      | 290                | modifier les données · modifier les données |
| Mutigny                                       | 51392      | 51160       | Épernay              | Épernay-1                                                               | CC de la Grande Vallée de la Marne         | 3,75             | 206 (2022)                        | 55                 | modifier les données · modifier les données |
| Nanteuil-la-Forêt                             | 51393      | 51480       | Épernay              | Épernay-1                                                               | CC de la Grande Vallée de la Marne         | 14,55            | 300 (2022)                        | 21                 | modifier les données · modifier les données |
| Nesle-la-Reposte                              | 51395      | 51120       | Épernay              | Sézanne-Brie et Champagne                                               | CC de Sézanne Sud-Ouest Marnais            | 10,64            | 91 (2022)                         | 8,6                | modifier les données · modifier les données |
| Nesle-le-Repons                               | 51396      | 51700       | Épernay              | Dormans-Paysages de Champagne                                           | CC des Paysages de la Champagne            | 5,07             | 138 (2022)                        | 27                 | modifier les données · modifier les données |
| La Neuville-au-Pont                           | 51399      | 51800       | Châlons-en-Champagne | Argonne Suippe et Vesle                                                 | CC de l'Argonne Champenoise                | 15,11            | 489 (2022)                        | 32                 | modifier les données · modifier les données |
| La-Neuville-au-Temple                         | 51485      | 51400       | Châlons-en-Champagne | Mourmelon-Vesle et Monts de Champagne                                   | CA de Châlons-en-Champagne                 | 16,41            | 574 (2022)                        | 35                 | modifier les données · modifier les données |
| La Neuville-aux-Bois                          | 51397      | 51330       | Châlons-en-Champagne | Argonne Suippe et Vesle                                                 | CC de l'Argonne Champenoise                | 14,48            | 138 (2022)                        | 9,5                | modifier les données · modifier les données |
| La Neuville-aux-Larris                        | 51398      | 51480       | Épernay              | Dormans-Paysages de Champagne                                           | CC des Paysages de la Champagne            | 1,64             | 192 (2022)                        | 117                | modifier les données · modifier les données |
| Neuvy                                         | 51402      | 51310       | Épernay              | Sézanne-Brie et Champagne                                               | CC de Sézanne Sud-Ouest Marnais            | 17,11            | 272 (2022)                        | 16                 | modifier les données · modifier les données |
| Nogent-l'Abbesse                              | 51403      | 51420       | Reims                | Bourgogne-Fresne                                                        | CU Grand Reims                             | 10,16            | 540 (2022)                        | 53                 | modifier les données · modifier les données |
| Noirlieu                                      | 51404      | 51330       | Châlons-en-Champagne | Argonne Suippe et Vesle                                                 | CC de l'Argonne Champenoise                | 13,73            | 110 (2022)                        | 8,0                | modifier les données · modifier les données |
| Norrois                                       | 51406      | 51300       | Vitry-le-François    | Sermaize-les-Bains                                                      | CC Perthois-Bocage et Der                  | 4,14             | 152 (2022)                        | 37                 | modifier les données · modifier les données |
| La Noue                                       | 51407      | 51310       | Épernay              | Sézanne-Brie et Champagne                                               | CC de Sézanne Sud-Ouest Marnais            | 13,34            | 377 (2022)                        | 28                 | modifier les données · modifier les données |
| Nuisement-sur-Coole                           | 51409      | 51240       | Châlons-en-Champagne | Châlons-en-Champagne-3                                                  | CC de la Moivre à la Coole                 | 15,13            | 385 (2022)                        | 25                 | modifier les données · modifier les données |
| Œuilly                                        | 51410      | 51480       | Épernay              | Dormans-Paysages de Champagne                                           | CC des Paysages de la Champagne            | 9,30             | 595 (2022)                        | 64                 | modifier les données · modifier les données |
| Ognes                                         | 51412      | 51230       | Épernay              | Vertus-Plaine Champenoise                                               | CC du Sud Marnais                          | 7,79             | 60 (2022)                         | 7,7                | modifier les données · modifier les données |
| Oiry                                          | 51413      | 51530       | Épernay              | Épernay-2                                                               | CA Épernay, Coteaux et Plaine de Champagne | 10,76            | 886 (2022)                        | 82                 | modifier les données · modifier les données |
| Olizy                                         | 51414      | 51700       | Reims                | Dormans-Paysages de Champagne                                           | CU Grand Reims                             | 4,57             | 142 (2022)                        | 31                 | modifier les données · modifier les données |
| Omey                                          | 51415      | 51240       | Châlons-en-Champagne | Châlons-en-Champagne-3                                                  | CC de la Moivre à la Coole                 | 3,94             | 201 (2022)                        | 51                 | modifier les données · modifier les données |
| Orbais-l'Abbaye                               | 51416      | 51270       | Épernay              | Dormans-Paysages de Champagne                                           | CC des Paysages de la Champagne            | 16,03            | 523 (2022)                        | 33                 | modifier les données · modifier les données |
| Orconte                                       | 51417      | 51300       | Vitry-le-François    | Sermaize-les-Bains                                                      | CC Perthois-Bocage et Der                  | 13,65            | 366 (2022)                        | 27                 | modifier les données · modifier les données |
| Ormes                                         | 51418      | 51370       | Reims                | Fismes-Montagne de Reims                                                | CU Grand Reims                             | 6,31             | 537 (2022)                        | 85                 | modifier les données · modifier les données |
| Outines                                       | 51419      | 51290       | Vitry-le-François    | Sermaize-les-Bains                                                      | CC Perthois-Bocage et Der                  | 15,42            | 131 (2022)                        | 8,5                | modifier les données · modifier les données |
| Outrepont                                     | 51420      | 51300       | Vitry-le-François    | Sermaize-les-Bains                                                      | CC Côtes de Champagne et Val de Saulx      | 3,72             | 76 (2022)                         | 20                 | modifier les données · modifier les données |
| Oyes                                          | 51421      | 51120       | Épernay              | Sézanne-Brie et Champagne                                               | CC de Sézanne Sud-Ouest Marnais            | 7,69             | 106 (2022)                        | 14                 | modifier les données · modifier les données |
| Pargny-lès-Reims                              | 51422      | 51390       | Reims                | Fismes-Montagne de Reims                                                | CU Grand Reims                             | 3,62             | 496 (2022)                        | 137                | modifier les données · modifier les données |
| Pargny-sur-Saulx                              | 51423      | 51340       | Vitry-le-François    | Sermaize-les-Bains                                                      | CC Côtes de Champagne et Val de Saulx      | 12,44            | 1 700 (2022)                      | 137                | modifier les données · modifier les données |
| Passavant-en-Argonne                          | 51424      | 51800       | Châlons-en-Champagne | Argonne Suippe et Vesle                                                 | CC de l'Argonne Champenoise                | 7,24             | 177 (2022)                        | 24                 | modifier les données · modifier les données |
| Passy-Grigny                                  | 51425      | 51700       | Épernay              | Dormans-Paysages de Champagne                                           | CC des Paysages de la Champagne            | 11,99            | 373 (2022)                        | 31                 | modifier les données · modifier les données |
| Péas                                          | 51426      | 51120       | Épernay              | Sézanne-Brie et Champagne                                               | CC de Sézanne Sud-Ouest Marnais            | 7,69             | 65 (2022)                         | 8,5                | modifier les données · modifier les données |
| Les Petites-Loges                             | 51428      | 51400       | Reims                | Mourmelon-Vesle et Monts de Champagne                                   | CU Grand Reims                             | 4,87             | 483 (2022)                        | 99                 | modifier les données · modifier les données |
| Pévy                                          | 51429      | 51140       | Reims                | Fismes-Montagne de Reims                                                | CU Grand Reims                             | 7,40             | 226 (2022)                        | 31                 | modifier les données · modifier les données |
| Pierre-Morains                                | 51430      | 51130       | Épernay              | Vertus-Plaine Champenoise                                               | CA Épernay, Coteaux et Plaine de Champagne | 13,44            | 92 (2022)                         | 6,8                | modifier les données · modifier les données |
| Pierry                                        | 51431      | 51530       | Épernay              | Épernay-2                                                               | CA Épernay, Coteaux et Plaine de Champagne | 5,16             | 1 254 (2022)                      | 243                | modifier les données · modifier les données |
| Pleurs                                        | 51432      | 51230       | Épernay              | Vertus-Plaine Champenoise                                               | CC du Sud Marnais                          | 16,72            | 826 (2022)                        | 49                 | modifier les données · modifier les données |
| Plichancourt                                  | 51433      | 51300       | Vitry-le-François    | Sermaize-les-Bains                                                      | CC Côtes de Champagne et Val de Saulx      | 5,89             | 250 (2022)                        | 42                 | modifier les données · modifier les données |
| Plivot                                        | 51434      | 51150       | Épernay              | Épernay-2                                                               | CA Épernay, Coteaux et Plaine de Champagne | 12,60            | 751 (2022)                        | 60                 | modifier les données · modifier les données |
| Pocancy                                       | 51435      | 51130       | Épernay              | Vertus-Plaine Champenoise                                               | CA Épernay, Coteaux et Plaine de Champagne | 26,93            | 177 (2022)                        | 6,6                | modifier les données · modifier les données |
| Pogny                                         | 51436      | 51240       | Châlons-en-Champagne | Châlons-en-Champagne-3                                                  | CC de la Moivre à la Coole                 | 14,05            | 906 (2022)                        | 64                 | modifier les données · modifier les données |
| Poilly                                        | 51437      | 51170       | Reims                | Dormans-Paysages de Champagne                                           | CU Grand Reims                             | 4,45             | 95 (2022)                         | 21                 | modifier les données · modifier les données |
| Poix                                          | 51438      | 51460       | Châlons-en-Champagne | Argonne Suippe et Vesle                                                 | CC de la Moivre à la Coole                 | 14,72            | 71 (2022)                         | 4,8                | modifier les données · modifier les données |
| Pomacle                                       | 51439      | 51110       | Reims                | Bourgogne-Fresne                                                        | CU Grand Reims                             | 11,19            | 530 (2022)                        | 47                 | modifier les données · modifier les données |
| Pontfaverger-Moronvilliers                    | 51440      | 51490       | Reims                | Mourmelon-Vesle et Monts de Champagne                                   | CU Grand Reims                             | 31,52            | 1 738 (2022)                      | 55                 | modifier les données · modifier les données |
| Ponthion                                      | 51441      | 51300       | Vitry-le-François    | Sermaize-les-Bains                                                      | CC Côtes de Champagne et Val de Saulx      | 7,26             | 103 (2022)                        | 14                 | modifier les données · modifier les données |
| Possesse                                      | 51442      | 51330       | Vitry-le-François    | Sermaize-les-Bains                                                      | CC Côtes de Champagne et Val de Saulx      | 35,87            | 124 (2022)                        | 3,5                | modifier les données · modifier les données |
| Potangis                                      | 51443      | 51260       | Épernay              | Vertus-Plaine Champenoise                                               | CC de Sézanne Sud-Ouest Marnais            | 8,87             | 115 (2022)                        | 13                 | modifier les données · modifier les données |
| Pouillon                                      | 51444      | 51220       | Reims                | Bourgogne-Fresne                                                        | CU Grand Reims                             | 2,78             | 521 (2022)                        | 187                | modifier les données · modifier les données |
| Pourcy                                        | 51445      | 51480       | Reims                | Dormans-Paysages de Champagne                                           | CU Grand Reims                             | 8,35             | 192 (2022)                        | 23                 | modifier les données · modifier les données |
| Pringy                                        | 51446      | 51300       | Vitry-le-François    | Vitry-le-François-Champagne et Der                                      | CC Vitry, Champagne et Der                 | 15,34            | 432 (2022)                        | 28                 | modifier les données · modifier les données |
| Prosnes                                       | 51447      | 51400       | Reims                | Mourmelon-Vesle et Monts de Champagne                                   | CU Grand Reims                             | 32,79            | 485 (2022)                        | 15                 | modifier les données · modifier les données |
| Prouilly                                      | 51448      | 51140       | Reims                | Fismes-Montagne de Reims                                                | CU Grand Reims                             | 10,19            | 549 (2022)                        | 54                 | modifier les données · modifier les données |
| Prunay                                        | 51449      | 51360       | Reims                | Reims-8                                                                 | CU Grand Reims                             | 18,41            | 1 032 (2022)                      | 56                 | modifier les données · modifier les données |
| Puisieulx                                     | 51450      | 51500       | Reims                | Reims-8                                                                 | CU Grand Reims                             | 9,07             | 452 (2022)                        | 50                 | modifier les données · modifier les données |
| Queudes                                       | 51451      | 51120       | Épernay              | Sézanne-Brie et Champagne                                               | CC de Sézanne Sud-Ouest Marnais            | 10,06            | 82 (2022)                         | 8,2                | modifier les données · modifier les données |
| Rapsécourt                                    | 51452      | 51330       | Châlons-en-Champagne | Argonne Suippe et Vesle                                                 | CC de l'Argonne Champenoise                | 7,23             | 33 (2022)                         | 4,6                | modifier les données · modifier les données |
| Recy                                          | 51453      | 51520       | Châlons-en-Champagne | Châlons-en-Champagne-2                                                  | CA de Châlons-en-Champagne                 | 14,38            | 1 077 (2022)                      | 75                 | modifier les données · modifier les données |
| Reims                                         | 51454      | 51100       | Reims                | Reims-1 Reims-2 Reims-3 Reims-4 Reims-5 Reims-6 Reims-7 Reims-8 Reims-9 | CU Grand Reims                             | 46,90            | 178 478 (2022)                    | 3 806              | modifier les données · modifier les données |
| Reims-la-Brûlée                               | 51455      | 51300       | Vitry-le-François    | Sermaize-les-Bains                                                      | CC Côtes de Champagne et Val de Saulx      | 6,51             | 217 (2022)                        | 33                 | modifier les données · modifier les données |
| Remicourt                                     | 51456      | 51330       | Châlons-en-Champagne | Argonne Suippe et Vesle                                                 | CC de l'Argonne Champenoise                | 9,37             | 57 (2022)                         | 6,1                | modifier les données · modifier les données |
| Reuves                                        | 51458      | 51120       | Épernay              | Sézanne-Brie et Champagne                                               | CC de Sézanne Sud-Ouest Marnais            | 6,40             | 60 (2022)                         | 9,4                | modifier les données · modifier les données |
| Réveillon                                     | 51459      | 51310       | Épernay              | Sézanne-Brie et Champagne                                               | CC de Sézanne Sud-Ouest Marnais            | 6,72             | 105 (2022)                        | 16                 | modifier les données · modifier les données |
| Rieux                                         | 51460      | 51210       | Épernay              | Sézanne-Brie et Champagne                                               | CC de la Brie champenoise                  | 11,56            | 194 (2022)                        | 17                 | modifier les données · modifier les données |
| Rilly-la-Montagne                             | 51461      | 51500       | Reims                | Mourmelon-Vesle et Monts de Champagne                                   | CU Grand Reims                             | 8,87             | 1 009 (2022)                      | 114                | modifier les données · modifier les données |
| Les Rivières-Henruel                          | 51463      | 51300       | Vitry-le-François    | Vitry-le-François-Champagne et Der                                      | CC Vitry, Champagne et Der                 | 11,97            | 158 (2022)                        | 13                 | modifier les données · modifier les données |
| Romain                                        | 51464      | 51140       | Reims                | Fismes-Montagne de Reims                                                | CU Grand Reims                             | 8,46             | 325 (2022)                        | 38                 | modifier les données · modifier les données |
| Romery                                        | 51465      | 51480       | Épernay              | Dormans-Paysages de Champagne                                           | CC des Paysages de la Champagne            | 2,07             | 160 (2022)                        | 77                 | modifier les données · modifier les données |
| Romigny                                       | 51466      | 51170       | Reims                | Dormans-Paysages de Champagne                                           | CU Grand Reims                             | 11,35            | 210 (2022)                        | 19                 | modifier les données · modifier les données |
| Rosnay                                        | 51468      | 51390       | Reims                | Fismes-Montagne de Reims                                                | CU Grand Reims                             | 5,54             | 403 (2022)                        | 73                 | modifier les données · modifier les données |
| Rouffy                                        | 51469      | 51130       | Épernay              | Vertus-Plaine Champenoise                                               | CA Épernay, Coteaux et Plaine de Champagne | 5,69             | 110 (2022)                        | 19                 | modifier les données · modifier les données |
| Rouvroy-Ripont                                | 51470      | 51800       | Châlons-en-Champagne | Argonne Suippe et Vesle                                                 | CC de l'Argonne Champenoise                | 11,77            | 3 (2022)                          | 0,25               | modifier les données · modifier les données |
| Sacy                                          | 51471      | 51500       | Reims                | Fismes-Montagne de Reims                                                | CU Grand Reims                             | 5,56             | 370 (2022)                        | 67                 | modifier les données · modifier les données |
| Saint-Amand-sur-Fion                          | 51472      | 51300       | Vitry-le-François    | Sermaize-les-Bains                                                      | CC Côtes de Champagne et Val de Saulx      | 28,40            | 1 018 (2022)                      | 36                 | modifier les données · modifier les données |
| Saint-Bon                                     | 51473      | 51310       | Épernay              | Sézanne-Brie et Champagne                                               | CC de Sézanne Sud-Ouest Marnais            | 8,00             | 94 (2022)                         | 12                 | modifier les données · modifier les données |
| Saint-Brice-Courcelles                        | 51474      | 51370       | Reims                | Reims-5                                                                 | CU Grand Reims                             | 4,16             | 3 546 (2022)                      | 852                | modifier les données · modifier les données |
| Saint-Chéron                                  | 51475      | 51290       | Vitry-le-François    | Vitry-le-François-Champagne et Der                                      | CC Vitry, Champagne et Der                 | 9,16             | 63 (2022)                         | 6,9                | modifier les données · modifier les données |
| Saint-Étienne-au-Temple                       | 51476      | 51460       | Châlons-en-Champagne | Châlons-en-Champagne-3                                                  | CA de Châlons-en-Champagne                 | 11,94            | 786 (2022)                        | 66                 | modifier les données · modifier les données |
| Saint-Étienne-sur-Suippe                      | 51477      | 51110       | Reims                | Bourgogne-Fresne                                                        | CU Grand Reims                             | 7,74             | 349 (2022)                        | 45                 | modifier les données · modifier les données |
| Saint-Eulien                                  | 51478      | 52100       | Vitry-le-François    | Sermaize-les-Bains                                                      | CA Saint-Dizier, Der et Blaise             | 8,06             | 419 (2022)                        | 52                 | modifier les données · modifier les données |
| Saint-Euphraise-et-Clairizet                  | 51479      | 51390       | Reims                | Fismes-Montagne de Reims                                                | CU Grand Reims                             | 4,91             | 245 (2022)                        | 50                 | modifier les données · modifier les données |
| Saint-Germain-la-Ville                        | 51482      | 51240       | Châlons-en-Champagne | Châlons-en-Champagne-3                                                  | CC de la Moivre à la Coole                 | 11,74            | 669 (2022)                        | 57                 | modifier les données · modifier les données |
| Saint-Gibrien                                 | 51483      | 51510       | Châlons-en-Champagne | Châlons-en-Champagne-2                                                  | CA de Châlons-en-Champagne                 | 4,04             | 548 (2022)                        | 136                | modifier les données · modifier les données |
| Saint-Gilles                                  | 51484      | 51170       | Reims                | Fismes-Montagne de Reims                                                | CU Grand Reims                             | 6,37             | 274 (2022)                        | 43                 | modifier les données · modifier les données |
| Saint-Hilaire-le-Grand                        | 51486      | 51600       | Châlons-en-Champagne | Argonne Suippe et Vesle                                                 | CC de la Région de Suippes                 | 42,39            | 359 (2022)                        | 8,5                | modifier les données · modifier les données |
| Saint-Hilaire-le-Petit                        | 51487      | 51490       | Reims                | Mourmelon-Vesle et Monts de Champagne                                   | CU Grand Reims                             | 22,76            | 353 (2022)                        | 16                 | modifier les données · modifier les données |
| Saint-Imoges                                  | 51488      | 51160       | Épernay              | Épernay-1                                                               | CC de la Grande Vallée de la Marne         | 17,13            | 331 (2022)                        | 19                 | modifier les données · modifier les données |
| Saint-Jean-devant-Possesse                    | 51489      | 51330       | Vitry-le-François    | Sermaize-les-Bains                                                      | CC Côtes de Champagne et Val de Saulx      | 5,33             | 29 (2022)                         | 5,4                | modifier les données · modifier les données |
| Saint-Jean-sur-Moivre                         | 51490      | 51240       | Châlons-en-Champagne | Châlons-en-Champagne-3                                                  | CC de la Moivre à la Coole                 | 15,07            | 200 (2022)                        | 13                 | modifier les données · modifier les données |
| Saint-Jean-sur-Tourbe                         | 51491      | 51600       | Châlons-en-Champagne | Argonne Suippe et Vesle                                                 | CC de la Région de Suippes                 | 17,04            | 90 (2022)                         | 5,3                | modifier les données · modifier les données |
| Saint-Just-Sauvage                            | 51492      | 51260       | Épernay              | Vertus-Plaine Champenoise                                               | CC de Sézanne Sud-Ouest Marnais            | 17,74            | 1 425 (2022)                      | 80                 | modifier les données · modifier les données |
| Saint-Léonard                                 | 51493      | 51500       | Reims                | Reims-8                                                                 | CU Grand Reims                             | 3,04             | 100 (2022)                        | 33                 | modifier les données · modifier les données |
| Saint-Loup                                    | 51495      | 51120       | Épernay              | Sézanne-Brie et Champagne                                               | CC de Sézanne Sud-Ouest Marnais            | 6,88             | 75 (2022)                         | 11                 | modifier les données · modifier les données |
| Saint-Lumier-en-Champagne                     | 51496      | 51300       | Vitry-le-François    | Sermaize-les-Bains                                                      | CC Côtes de Champagne et Val de Saulx      | 8,56             | 266 (2022)                        | 31                 | modifier les données · modifier les données |
| Saint-Lumier-la-Populeuse                     | 51497      | 51340       | Vitry-le-François    | Sermaize-les-Bains                                                      | CC Côtes de Champagne et Val de Saulx      | 2,38             | 41 (2022)                         | 17                 | modifier les données · modifier les données |
| Saint-Mard-lès-Rouffy                         | 51499      | 51130       | Épernay              | Vertus-Plaine Champenoise                                               | CA Épernay, Coteaux et Plaine de Champagne | 6,90             | 152 (2022)                        | 22                 | modifier les données · modifier les données |
| Saint-Mard-sur-Auve                           | 51498      | 51800       | Châlons-en-Champagne | Argonne Suippe et Vesle                                                 | CC de l'Argonne Champenoise                | 10,10            | 64 (2022)                         | 6,3                | modifier les données · modifier les données |
| Saint-Mard-sur-le-Mont                        | 51500      | 51330       | Châlons-en-Champagne | Argonne Suippe et Vesle                                                 | CC de l'Argonne Champenoise                | 13,69            | 114 (2022)                        | 8,3                | modifier les données · modifier les données |
| Saint-Martin-aux-Champs                       | 51502      | 51240       | Châlons-en-Champagne | Châlons-en-Champagne-3                                                  | CC de la Moivre à la Coole                 | 7,20             | 106 (2022)                        | 15                 | modifier les données · modifier les données |
| Saint-Martin-d'Ablois                         | 51002      | 51530       | Épernay              | Dormans-Paysages de Champagne                                           | CC des Paysages de la Champagne            | 21,88            | 1 355 (2022)                      | 62                 | modifier les données · modifier les données |
| Saint-Martin-l'Heureux                        | 51503      | 51490       | Reims                | Mourmelon-Vesle et Monts de Champagne                                   | CU Grand Reims                             | 13,66            | 91 (2022)                         | 6,7                | modifier les données · modifier les données |
| Saint-Martin-sur-le-Pré                       | 51504      | 51520       | Châlons-en-Champagne | Châlons-en-Champagne-2                                                  | CA de Châlons-en-Champagne                 | 11,89            | 794 (2022)                        | 67                 | modifier les données · modifier les données |
| Saint-Masmes                                  | 51505      | 51490       | Reims                | Mourmelon-Vesle et Monts de Champagne                                   | CU Grand Reims                             | 6,58             | 527 (2022)                        | 80                 | modifier les données · modifier les données |
| Saint-Memmie                                  | 51506      | 51470       | Châlons-en-Champagne | Châlons-en-Champagne-3                                                  | CA de Châlons-en-Champagne                 | 12,64            | 5 439 (2022)                      | 430                | modifier les données · modifier les données |
| Saint-Ouen-Domprot                            | 51508      | 51320       | Vitry-le-François    | Vitry-le-François-Champagne et Der                                      | CC Vitry, Champagne et Der                 | 37,28            | 201 (2022)                        | 5,4                | modifier les données · modifier les données |
| Saint-Pierre                                  | 51509      | 51510       | Châlons-en-Champagne | Châlons-en-Champagne-2                                                  | CA de Châlons-en-Champagne                 | 10,27            | 300 (2022)                        | 29                 | modifier les données · modifier les données |
| Saint-Quentin-le-Verger                       | 51511      | 51120       | Épernay              | Vertus-Plaine Champenoise                                               | CC de Sézanne Sud-Ouest Marnais            | 10,63            | 112 (2022)                        | 11                 | modifier les données · modifier les données |
| Saint-Quentin-les-Marais                      | 51510      | 51300       | Vitry-le-François    | Sermaize-les-Bains                                                      | CC Côtes de Champagne et Val de Saulx      | 6,56             | 118 (2022)                        | 18                 | modifier les données · modifier les données |
| Saint-Quentin-sur-Coole                       | 51512      | 51240       | Châlons-en-Champagne | Châlons-en-Champagne-3                                                  | CC de la Moivre à la Coole                 | 8,79             | 104 (2022)                        | 12                 | modifier les données · modifier les données |
| Saint-Remy-en-Bouzemont-Saint-Genest-et-Isson | 51513      | 51290       | Vitry-le-François    | Sermaize-les-Bains                                                      | CC Perthois-Bocage et Der                  | 21,85            | 474 (2022)                        | 22                 | modifier les données · modifier les données |
| Saint-Remy-sous-Broyes                        | 51514      | 51120       | Épernay              | Sézanne-Brie et Champagne                                               | CC de Sézanne Sud-Ouest Marnais            | 7,75             | 111 (2022)                        | 14                 | modifier les données · modifier les données |
| Saint-Remy-sur-Bussy                          | 51515      | 51600       | Châlons-en-Champagne | Argonne Suippe et Vesle                                                 | CC de la Région de Suippes                 | 34,65            | 329 (2022)                        | 9,5                | modifier les données · modifier les données |
| Saint-Saturnin                                | 51516      | 51260       | Épernay              | Vertus-Plaine Champenoise                                               | CC de Sézanne Sud-Ouest Marnais            | 7,96             | 48 (2022)                         | 6,0                | modifier les données · modifier les données |
| Saint-Souplet-sur-Py                          | 51517      | 51600       | Reims                | Mourmelon-Vesle et Monts de Champagne                                   | CU Grand Reims                             | 21,20            | 129 (2022)                        | 6,1                | modifier les données · modifier les données |
| Saint-Thierry                                 | 51518      | 51220       | Reims                | Bourgogne-Fresne                                                        | CU Grand Reims                             | 7,59             | 603 (2022)                        | 79                 | modifier les données · modifier les données |
| Saint-Thomas-en-Argonne                       | 51519      | 51800       | Châlons-en-Champagne | Argonne Suippe et Vesle                                                 | CC de l'Argonne Champenoise                | 4,43             | 37 (2022)                         | 8,4                | modifier les données · modifier les données |
| Saint-Utin                                    | 51520      | 51290       | Vitry-le-François    | Vitry-le-François-Champagne et Der                                      | CC Vitry, Champagne et Der                 | 10,17            | 72 (2022)                         | 7,1                | modifier les données · modifier les données |
| Saint-Vrain                                   | 51521      | 51340       | Vitry-le-François    | Sermaize-les-Bains                                                      | CA Saint-Dizier, Der et Blaise             | 11,57            | 227 (2022)                        | 20                 | modifier les données · modifier les données |
| Sainte-Gemme                                  | 51480      | 51700       | Épernay              | Dormans-Paysages de Champagne                                           | CC des Paysages de la Champagne            | 7,25             | 134 (2022)                        | 18                 | modifier les données · modifier les données |
| Sainte-Marie-à-Py                             | 51501      | 51600       | Châlons-en-Champagne | Argonne Suippe et Vesle                                                 | CC de la Région de Suippes                 | 26,92            | 195 (2022)                        | 7,2                | modifier les données · modifier les données |
| Sainte-Marie-du-Lac-Nuisement                 | 51277      | 51290       | Vitry-le-François    | Sermaize-les-Bains                                                      | CC Perthois-Bocage et Der                  | 17,35            | 273 (2022)                        | 16                 | modifier les données · modifier les données |
| Sainte-Menehould                              | 51507      | 51800       | Châlons-en-Champagne | Argonne Suippe et Vesle                                                 | CC de l'Argonne Champenoise                | 57,11            | 4 166 (2022)                      | 73                 | modifier les données · modifier les données |
| Sapignicourt                                  | 51522      | 52100       | Vitry-le-François    | Sermaize-les-Bains                                                      | CA Saint-Dizier, Der et Blaise             | 4,82             | 387 (2022)                        | 80                 | modifier les données · modifier les données |
| Sarcy                                         | 51523      | 51170       | Reims                | Dormans-Paysages de Champagne                                           | CU Grand Reims                             | 6,90             | 268 (2022)                        | 39                 | modifier les données · modifier les données |
| Saron-sur-Aube                                | 51524      | 51260       | Épernay              | Vertus-Plaine Champenoise                                               | CC de Sézanne Sud-Ouest Marnais            | 16,43            | 270 (2022)                        | 16                 | modifier les données · modifier les données |
| Sarry                                         | 51525      | 51520       | Châlons-en-Champagne | Châlons-en-Champagne-3                                                  | CA de Châlons-en-Champagne                 | 20,01            | 2 028 (2022)                      | 101                | modifier les données · modifier les données |
| Saudoy                                        | 51526      | 51120       | Épernay              | Sézanne-Brie et Champagne                                               | CC de Sézanne Sud-Ouest Marnais            | 12,66            | 392 (2022)                        | 31                 | modifier les données · modifier les données |
| Savigny-sur-Ardres                            | 51527      | 51170       | Reims                | Fismes-Montagne de Reims                                                | CU Grand Reims                             | 8,95             | 255 (2022)                        | 28                 | modifier les données · modifier les données |
| Scrupt                                        | 51528      | 51340       | Vitry-le-François    | Sermaize-les-Bains                                                      | CC Perthois-Bocage et Der                  | 11,46            | 124 (2022)                        | 11                 | modifier les données · modifier les données |
| Selles                                        | 51529      | 51490       | Reims                | Mourmelon-Vesle et Monts de Champagne                                   | CU Grand Reims                             | 11,34            | 446 (2022)                        | 39                 | modifier les données · modifier les données |
| Sept-Saulx                                    | 51530      | 51400       | Reims                | Mourmelon-Vesle et Monts de Champagne                                   | CU Grand Reims                             | 18,30            | 689 (2022)                        | 38                 | modifier les données · modifier les données |
| Sermaize-les-Bains                            | 51531      | 51250       | Vitry-le-François    | Sermaize-les-Bains                                                      | CC Côtes de Champagne et Val de Saulx      | 17,69            | 1 752 (2022)                      | 99                 | modifier les données · modifier les données |
| Sermiers                                      | 51532      | 51500       | Reims                | Fismes-Montagne de Reims                                                | CU Grand Reims                             | 18,23            | 565 (2022)                        | 31                 | modifier les données · modifier les données |
| Servon-Melzicourt                             | 51533      | 51800       | Châlons-en-Champagne | Argonne Suippe et Vesle                                                 | CC de l'Argonne Champenoise                | 25,78            | 89 (2022)                         | 3,5                | modifier les données · modifier les données |
| Serzy-et-Prin                                 | 51534      | 51170       | Reims                | Fismes-Montagne de Reims                                                | CU Grand Reims                             | 7,36             | 212 (2022)                        | 29                 | modifier les données · modifier les données |
| Sézanne                                       | 51535      | 51120       | Épernay              | Sézanne-Brie et Champagne                                               | CC de Sézanne Sud-Ouest Marnais            | 22,82            | 4 679 (2022)                      | 205                | modifier les données · modifier les données |
| Sillery                                       | 51536      | 51500       | Reims                | Reims-8                                                                 | CU Grand Reims                             | 9,20             | 1 830 (2022)                      | 199                | modifier les données · modifier les données |
| Sivry-Ante                                    | 51537      | 51800       | Châlons-en-Champagne | Argonne Suippe et Vesle                                                 | CC de l'Argonne Champenoise                | 21,60            | 178 (2022)                        | 8,2                | modifier les données · modifier les données |
| Sogny-aux-Moulins                             | 51538      | 51520       | Châlons-en-Champagne | Châlons-en-Champagne-3                                                  | CC de la Moivre à la Coole                 | 6,69             | 110 (2022)                        | 16                 | modifier les données · modifier les données |
| Sogny-en-l'Angle                              | 51539      | 51340       | Vitry-le-François    | Sermaize-les-Bains                                                      | CC Côtes de Champagne et Val de Saulx      | 6,66             | 76 (2022)                         | 11                 | modifier les données · modifier les données |
| Soizy-aux-Bois                                | 51542      | 51120       | Épernay              | Sézanne-Brie et Champagne                                               | CC de la Brie champenoise                  | 7,28             | 191 (2022)                        | 26                 | modifier les données · modifier les données |
| Somme-Bionne                                  | 51543      | 51800       | Châlons-en-Champagne | Argonne Suippe et Vesle                                                 | CC de l'Argonne Champenoise                | 9,21             | 68 (2022)                         | 7,4                | modifier les données · modifier les données |
| Somme-Suippe                                  | 51546      | 51600       | Châlons-en-Champagne | Argonne Suippe et Vesle                                                 | CC de la Région de Suippes                 | 31,51            | 511 (2022)                        | 16                 | modifier les données · modifier les données |
| Somme-Tourbe                                  | 51547      | 51600       | Châlons-en-Champagne | Argonne Suippe et Vesle                                                 | CC de la Région de Suippes                 | 19,39            | 141 (2022)                        | 7,3                | modifier les données · modifier les données |
| Somme-Vesle                                   | 51548      | 51460       | Châlons-en-Champagne | Argonne Suippe et Vesle                                                 | CC de la Moivre à la Coole                 | 35,31            | 346 (2022)                        | 9,8                | modifier les données · modifier les données |
| Somme-Yèvre                                   | 51549      | 51330       | Châlons-en-Champagne | Argonne Suippe et Vesle                                                 | CC de l'Argonne Champenoise                | 21,57            | 112 (2022)                        | 5,2                | modifier les données · modifier les données |
| Sommepy-Tahure                                | 51544      | 51600       | Châlons-en-Champagne | Argonne Suippe et Vesle                                                 | CC de la Région de Suippes                 | 68,24            | 656 (2022)                        | 9,6                | modifier les données · modifier les données |
| Sommesous                                     | 51545      | 51320       | Châlons-en-Champagne | Châlons-en-Champagne-3                                                  | CA de Châlons-en-Champagne                 | 37,04            | 474 (2022)                        | 13                 | modifier les données · modifier les données |
| Sompuis                                       | 51550      | 51320       | Vitry-le-François    | Vitry-le-François-Champagne et Der                                      | CC Vitry, Champagne et Der                 | 43,82            | 264 (2022)                        | 6,0                | modifier les données · modifier les données |
| Somsois                                       | 51551      | 51290       | Vitry-le-François    | Vitry-le-François-Champagne et Der                                      | CC Vitry, Champagne et Der                 | 21,31            | 192 (2022)                        | 9,0                | modifier les données · modifier les données |
| Songy                                         | 51552      | 51240       | Vitry-le-François    | Vitry-le-François-Champagne et Der                                      | CC Vitry, Champagne et Der                 | 15,06            | 267 (2022)                        | 18                 | modifier les données · modifier les données |
| Souain-Perthes-lès-Hurlus                     | 51553      | 51600       | Châlons-en-Champagne | Argonne Suippe et Vesle                                                 | CC de la Région de Suippes                 | 53,12            | 260 (2022)                        | 4,9                | modifier les données · modifier les données |
| Soudé                                         | 51555      | 51320       | Châlons-en-Champagne | Châlons-en-Champagne-3                                                  | CA de Châlons-en-Champagne                 | 31,94            | 152 (2022)                        | 4,8                | modifier les données · modifier les données |
| Soudron                                       | 51556      | 51320       | Châlons-en-Champagne | Châlons-en-Champagne-3                                                  | CA de Châlons-en-Champagne                 | 43,02            | 299 (2022)                        | 7,0                | modifier les données · modifier les données |
| Soulanges                                     | 51557      | 51300       | Vitry-le-François    | Vitry-le-François-Champagne et Der                                      | CC Vitry, Champagne et Der                 | 12,37            | 457 (2022)                        | 37                 | modifier les données · modifier les données |
| Soulières                                     | 51558      | 51130       | Épernay              | Vertus-Plaine Champenoise                                               | CA Épernay, Coteaux et Plaine de Champagne | 6,04             | 141 (2022)                        | 23                 | modifier les données · modifier les données |
| Suippes                                       | 51559      | 51600       | Châlons-en-Champagne | Argonne Suippe et Vesle                                                 | CC de la Région de Suippes                 | 42,25            | 3 898 (2022)                      | 92                 | modifier les données · modifier les données |
| Suizy-le-Franc                                | 51560      | 51270       | Épernay              | Dormans-Paysages de Champagne                                           | CC des Paysages de la Champagne            | 6,05             | 106 (2022)                        | 18                 | modifier les données · modifier les données |
| Taissy                                        | 51562      | 51500       | Reims                | Reims-8                                                                 | CU Grand Reims                             | 11,53            | 2 202 (2022)                      | 191                | modifier les données · modifier les données |
| Talus-Saint-Prix                              | 51563      | 51270       | Épernay              | Dormans-Paysages de Champagne                                           | CC des Paysages de la Champagne            | 6,20             | 105 (2022)                        | 17                 | modifier les données · modifier les données |
| Thaas                                         | 51565      | 51230       | Épernay              | Vertus-Plaine Champenoise                                               | CC du Sud Marnais                          | 10,47            | 102 (2022)                        | 9,7                | modifier les données · modifier les données |
| Thibie                                        | 51566      | 51510       | Châlons-en-Champagne | Châlons-en-Champagne-2                                                  | CA de Châlons-en-Champagne                 | 10,46            | 292 (2022)                        | 28                 | modifier les données · modifier les données |
| Thiéblemont-Farémont                          | 51567      | 51300       | Vitry-le-François    | Sermaize-les-Bains                                                      | CC Perthois-Bocage et Der                  | 9,25             | 512 (2022)                        | 55                 | modifier les données · modifier les données |
| Thil                                          | 51568      | 51220       | Reims                | Bourgogne-Fresne                                                        | CU Grand Reims                             | 2,11             | 318 (2022)                        | 151                | modifier les données · modifier les données |
| Thillois                                      | 51569      | 51370       | Reims                | Fismes-Montagne de Reims                                                | CU Grand Reims                             | 6,35             | 519 (2022)                        | 82                 | modifier les données · modifier les données |
| Le Thoult-Trosnay                             | 51570      | 51210       | Épernay              | Sézanne-Brie et Champagne                                               | CC de la Brie champenoise                  | 14,89            | 105 (2022)                        | 7,1                | modifier les données · modifier les données |
| Tilloy-et-Bellay                              | 51572      | 51460       | Châlons-en-Champagne | Argonne Suippe et Vesle                                                 | CC de la Région de Suippes                 | 19,34            | 234 (2022)                        | 12                 | modifier les données · modifier les données |
| Tinqueux                                      | 51573      | 51430       | Reims                | Reims-4                                                                 | CU Grand Reims                             | 4,15             | 10 662 (2022)                     | 2 569              | modifier les données · modifier les données |
| Togny-aux-Bœufs                               | 51574      | 51240       | Châlons-en-Champagne | Châlons-en-Champagne-3                                                  | CC de la Moivre à la Coole                 | 9,98             | 138 (2022)                        | 14                 | modifier les données · modifier les données |
| Tours-sur-Marne                               | 51576      | 51150       | Épernay              | Épernay-1                                                               | CC de la Grande Vallée de la Marne         | 23,51            | 1 371 (2022)                      | 58                 | modifier les données · modifier les données |
| Tramery                                       | 51577      | 51170       | Reims                | Dormans-Paysages de Champagne                                           | CU Grand Reims                             | 3,56             | 151 (2022)                        | 42                 | modifier les données · modifier les données |
| Trécon                                        | 51578      | 51130       | Épernay              | Vertus-Plaine Champenoise                                               | CA Épernay, Coteaux et Plaine de Champagne | 12,45            | 87 (2022)                         | 7,0                | modifier les données · modifier les données |
| Tréfols                                       | 51579      | 51210       | Épernay              | Sézanne-Brie et Champagne                                               | CC de la Brie champenoise                  | 14,39            | 174 (2022)                        | 12                 | modifier les données · modifier les données |
| Trépail                                       | 51580      | 51380       | Reims                | Mourmelon-Vesle et Monts de Champagne                                   | CU Grand Reims                             | 8,37             | 434 (2022)                        | 52                 | modifier les données · modifier les données |
| Treslon                                       | 51581      | 51140       | Reims                | Fismes-Montagne de Reims                                                | CU Grand Reims                             | 3,97             | 262 (2022)                        | 66                 | modifier les données · modifier les données |
| Trigny                                        | 51582      | 51140       | Reims                | Fismes-Montagne de Reims                                                | CU Grand Reims                             | 12,21            | 613 (2022)                        | 50                 | modifier les données · modifier les données |
| Trois-Fontaines-l'Abbaye                      | 51583      | 51340       | Vitry-le-François    | Sermaize-les-Bains                                                      | CA Saint-Dizier, Der et Blaise             | 43,71            | 195 (2022)                        | 4,5                | modifier les données · modifier les données |
| Trois-Puits                                   | 51584      | 51500       | Reims                | Reims-8                                                                 | CU Grand Reims                             | 2,14             | 159 (2022)                        | 74                 | modifier les données · modifier les données |
| Troissy                                       | 51585      | 51700       | Épernay              | Dormans-Paysages de Champagne                                           | CC des Paysages de la Champagne            | 15,46            | 802 (2022)                        | 52                 | modifier les données · modifier les données |
| Unchair                                       | 51586      | 51170       | Reims                | Fismes-Montagne de Reims                                                | CU Grand Reims                             | 3,73             | 188 (2022)                        | 50                 | modifier les données · modifier les données |
| Vadenay                                       | 51587      | 51400       | Châlons-en-Champagne | Mourmelon-Vesle et Monts de Champagne                                   | CA de Châlons-en-Champagne                 | 19,65            | 236 (2022)                        | 12                 | modifier les données · modifier les données |
| Val de Livre                                  | 51564      | 51150       | Épernay              | Épernay-1                                                               | CC de la Grande Vallée de la Marne         | 22,34            | 591 (2022)                        | 26                 | modifier les données · modifier les données |
| Val-de-Vesle                                  | 51571      | 51360       | Reims                | Mourmelon-Vesle et Monts de Champagne                                   | CU Grand Reims                             | 37,15            | 992 (2022)                        | 27                 | modifier les données · modifier les données |
| Val-de-Vière                                  | 51218      | 51340       | Vitry-le-François    | Sermaize-les-Bains                                                      | CC Côtes de Champagne et Val de Saulx      | 19,25            | 131 (2022)                        | 6,8                | modifier les données · modifier les données |
| Val-des-Marais                                | 51158      | 51130       | Épernay              | Vertus-Plaine Champenoise                                               | CA Épernay, Coteaux et Plaine de Champagne | 39,85            | 561 (2022)                        | 14                 | modifier les données · modifier les données |
| Valmy                                         | 51588      | 51800       | Châlons-en-Champagne | Argonne Suippe et Vesle                                                 | CC de l'Argonne Champenoise                | 24,28            | 240 (2022)                        | 9,9                | modifier les données · modifier les données |
| Vanault-le-Châtel                             | 51589      | 51330       | Vitry-le-François    | Sermaize-les-Bains                                                      | CC Côtes de Champagne et Val de Saulx      | 34,78            | 164 (2022)                        | 4,7                | modifier les données · modifier les données |
| Vanault-les-Dames                             | 51590      | 51340       | Vitry-le-François    | Sermaize-les-Bains                                                      | CC Côtes de Champagne et Val de Saulx      | 19,97            | 369 (2022)                        | 18                 | modifier les données · modifier les données |
| Vandeuil                                      | 51591      | 51140       | Reims                | Fismes-Montagne de Reims                                                | CU Grand Reims                             | 5,35             | 176 (2022)                        | 33                 | modifier les données · modifier les données |
| Vandières                                     | 51592      | 51700       | Épernay              | Dormans-Paysages de Champagne                                           | CC des Paysages de la Champagne            | 13,20            | 302 (2022)                        | 23                 | modifier les données · modifier les données |
| Vassimont-et-Chapelaine                       | 51594      | 51320       | Châlons-en-Champagne | Châlons-en-Champagne-3                                                  | CA de Châlons-en-Champagne                 | 21,73            | 62 (2022)                         | 2,9                | modifier les données · modifier les données |
| Vatry                                         | 51595      | 51320       | Châlons-en-Champagne | Châlons-en-Champagne-3                                                  | CA de Châlons-en-Champagne                 | 8,39             | 146 (2022)                        | 17                 | modifier les données · modifier les données |
| Vauchamps                                     | 51596      | 51210       | Épernay              | Sézanne-Brie et Champagne                                               | CC de la Brie champenoise                  | 12,88            | 341 (2022)                        | 26                 | modifier les données · modifier les données |
| Vauciennes                                    | 51597      | 51480       | Épernay              | Dormans-Paysages de Champagne                                           | CC des Paysages de la Champagne            | 5,08             | 325 (2022)                        | 64                 | modifier les données · modifier les données |
| Vauclerc                                      | 51598      | 51300       | Vitry-le-François    | Sermaize-les-Bains                                                      | CC Côtes de Champagne et Val de Saulx      | 6,09             | 498 (2022)                        | 82                 | modifier les données · modifier les données |
| Vaudemange                                    | 51599      | 51380       | Reims                | Mourmelon-Vesle et Monts de Champagne                                   | CU Grand Reims                             | 13,12            | 340 (2022)                        | 26                 | modifier les données · modifier les données |
| Vaudesincourt                                 | 51600      | 51600       | Reims                | Mourmelon-Vesle et Monts de Champagne                                   | CU Grand Reims                             | 12,64            | 106 (2022)                        | 8,4                | modifier les données · modifier les données |
| Vavray-le-Grand                               | 51601      | 51300       | Vitry-le-François    | Sermaize-les-Bains                                                      | CC Côtes de Champagne et Val de Saulx      | 7,00             | 170 (2022)                        | 24                 | modifier les données · modifier les données |
| Vavray-le-Petit                               | 51602      | 51300       | Vitry-le-François    | Sermaize-les-Bains                                                      | CC Côtes de Champagne et Val de Saulx      | 5,39             | 61 (2022)                         | 11                 | modifier les données · modifier les données |
| Vélye                                         | 51603      | 51130       | Épernay              | Vertus-Plaine Champenoise                                               | CA Épernay, Coteaux et Plaine de Champagne | 10,68            | 227 (2022)                        | 21                 | modifier les données · modifier les données |
| Ventelay                                      | 51604      | 51140       | Reims                | Fismes-Montagne de Reims                                                | CU Grand Reims                             | 14,74            | 254 (2022)                        | 17                 | modifier les données · modifier les données |
| Venteuil                                      | 51605      | 51480       | Épernay              | Dormans-Paysages de Champagne                                           | CC des Paysages de la Champagne            | 6,25             | 483 (2022)                        | 77                 | modifier les données · modifier les données |
| Verdon                                        | 51607      | 51210       | Épernay              | Sézanne-Brie et Champagne                                               | CC de la Brie champenoise                  | 11,39            | 198 (2022)                        | 17                 | modifier les données · modifier les données |
| Vernancourt                                   | 51608      | 51330       | Vitry-le-François    | Sermaize-les-Bains                                                      | CC Côtes de Champagne et Val de Saulx      | 8,98             | 82 (2022)                         | 9,1                | modifier les données · modifier les données |
| Verneuil                                      | 51609      | 51700       | Épernay              | Dormans-Paysages de Champagne                                           | CC des Paysages de la Champagne            | 13,14            | 840 (2022)                        | 64                 | modifier les données · modifier les données |
| Verrières                                     | 51610      | 51800       | Châlons-en-Champagne | Argonne Suippe et Vesle                                                 | CC de l'Argonne Champenoise                | 5,80             | 406 (2022)                        | 70                 | modifier les données · modifier les données |
| Vert-Toulon                                   | 51611      | 51130       | Épernay              | Vertus-Plaine Champenoise                                               | CA Épernay, Coteaux et Plaine de Champagne | 22,04            | 285 (2022)                        | 13                 | modifier les données · modifier les données |
| Verzenay                                      | 51613      | 51360       | Reims                | Mourmelon-Vesle et Monts de Champagne                                   | CU Grand Reims                             | 10,62            | 999 (2022)                        | 94                 | modifier les données · modifier les données |
| Verzy                                         | 51614      | 51380       | Reims                | Mourmelon-Vesle et Monts de Champagne                                   | CU Grand Reims                             | 13,37            | 958 (2022)                        | 72                 | modifier les données · modifier les données |
| Vésigneul-sur-Marne                           | 51616      | 51240       | Châlons-en-Champagne | Châlons-en-Champagne-3                                                  | CC de la Moivre à la Coole                 | 7,86             | 236 (2022)                        | 30                 | modifier les données · modifier les données |
| La Veuve                                      | 51617      | 51520       | Châlons-en-Champagne | Châlons-en-Champagne-2                                                  | CA de Châlons-en-Champagne                 | 24,41            | 603 (2022)                        | 25                 | modifier les données · modifier les données |
| Le Vézier                                     | 51618      | 51210       | Épernay              | Sézanne-Brie et Champagne                                               | CC de la Brie champenoise                  | 12,39            | 184 (2022)                        | 15                 | modifier les données · modifier les données |
| Le Vieil-Dampierre                            | 51619      | 51330       | Châlons-en-Champagne | Argonne Suippe et Vesle                                                 | CC de l'Argonne Champenoise                | 13,78            | 106 (2022)                        | 7,7                | modifier les données · modifier les données |
| Vienne-la-Ville                               | 51620      | 51800       | Châlons-en-Champagne | Argonne Suippe et Vesle                                                 | CC de l'Argonne Champenoise                | 7,48             | 162 (2022)                        | 22                 | modifier les données · modifier les données |
| Vienne-le-Château                             | 51621      | 51800       | Châlons-en-Champagne | Argonne Suippe et Vesle                                                 | CC de l'Argonne Champenoise                | 51,36            | 515 (2022)                        | 10                 | modifier les données · modifier les données |
| Ville-Dommange                                | 51622      | 51390       | Reims                | Fismes-Montagne de Reims                                                | CU Grand Reims                             | 3,40             | 405 (2022)                        | 119                | modifier les données · modifier les données |
| Ville-en-Selve                                | 51623      | 51500       | Reims                | Mourmelon-Vesle et Monts de Champagne                                   | CU Grand Reims                             | 8,84             | 296 (2022)                        | 33                 | modifier les données · modifier les données |
| Ville-en-Tardenois                            | 51624      | 51170       | Reims                | Dormans-Paysages de Champagne                                           | CU Grand Reims                             | 11,20            | 648 (2022)                        | 58                 | modifier les données · modifier les données |
| La Ville-sous-Orbais                          | 51639      | 51270       | Épernay              | Dormans-Paysages de Champagne                                           | CC des Paysages de la Champagne            | 11,05            | 40 (2022)                         | 3,6                | modifier les données · modifier les données |
| Ville-sur-Tourbe                              | 51640      | 51800       | Châlons-en-Champagne | Argonne Suippe et Vesle                                                 | CC de l'Argonne Champenoise                | 11,13            | 214 (2022)                        | 19                 | modifier les données · modifier les données |
| Villeneuve-la-Lionne                          | 51625      | 51310       | Épernay              | Sézanne-Brie et Champagne                                               | CC de Sézanne Sud-Ouest Marnais            | 15,27            | 273 (2022)                        | 18                 | modifier les données · modifier les données |
| La Villeneuve-lès-Charleville                 | 51626      | 51120       | Épernay              | Sézanne-Brie et Champagne                                               | CC de la Brie champenoise                  | 11,17            | 119 (2022)                        | 11                 | modifier les données · modifier les données |
| Villeneuve-Renneville-Chevigny                | 51627      | 51130       | Épernay              | Vertus-Plaine Champenoise                                               | CA Épernay, Coteaux et Plaine de Champagne | 17,17            | 325 (2022)                        | 19                 | modifier les données · modifier les données |
| Villeneuve-Saint-Vistre-et-Villevotte         | 51628      | 51120       | Épernay              | Sézanne-Brie et Champagne                                               | CC de Sézanne Sud-Ouest Marnais            | 9,51             | 121 (2022)                        | 13                 | modifier les données · modifier les données |
| Villers-Allerand                              | 51629      | 51500       | Reims                | Mourmelon-Vesle et Monts de Champagne                                   | CU Grand Reims                             | 12,30            | 934 (2022)                        | 76                 | modifier les données · modifier les données |
| Villers-aux-Bois                              | 51630      | 51130       | Épernay              | Vertus-Plaine Champenoise                                               | CA Épernay, Coteaux et Plaine de Champagne | 5,11             | 321 (2022)                        | 63                 | modifier les données · modifier les données |
| Villers-aux-Nœuds                             | 51631      | 51500       | Reims                | Reims-4                                                                 | CU Grand Reims                             | 6,44             | 323 (2022)                        | 50                 | modifier les données · modifier les données |
| Villers-en-Argonne                            | 51632      | 51800       | Châlons-en-Champagne | Argonne Suippe et Vesle                                                 | CC de l'Argonne Champenoise                | 9,57             | 215 (2022)                        | 22                 | modifier les données · modifier les données |
| Villers-Franqueux                             | 51633      | 51220       | Reims                | Bourgogne-Fresne                                                        | CU Grand Reims                             | 3,29             | 299 (2022)                        | 91                 | modifier les données · modifier les données |
| Villers-le-Château                            | 51634      | 51510       | Châlons-en-Champagne | Châlons-en-Champagne-2                                                  | CA de Châlons-en-Champagne                 | 20,94            | 297 (2022)                        | 14                 | modifier les données · modifier les données |
| Villers-le-Sec                                | 51635      | 51250       | Vitry-le-François    | Sermaize-les-Bains                                                      | CC Côtes de Champagne et Val de Saulx      | 5,80             | 109 (2022)                        | 19                 | modifier les données · modifier les données |
| Villers-Marmery                               | 51636      | 51380       | Reims                | Mourmelon-Vesle et Monts de Champagne                                   | CU Grand Reims                             | 10,73            | 558 (2022)                        | 52                 | modifier les données · modifier les données |
| Villeseneux                                   | 51638      | 51130       | Épernay              | Vertus-Plaine Champenoise                                               | CA Épernay, Coteaux et Plaine de Champagne | 25,86            | 201 (2022)                        | 7,8                | modifier les données · modifier les données |
| Villevenard                                   | 51641      | 51270       | Épernay              | Dormans-Paysages de Champagne                                           | CC des Paysages de la Champagne            | 13,28            | 194 (2022)                        | 15                 | modifier les données · modifier les données |
| Villiers-aux-Corneilles                       | 51642      | 51260       | Épernay              | Vertus-Plaine Champenoise                                               | CC de Sézanne Sud-Ouest Marnais            | 5,88             | 113 (2022)                        | 19                 | modifier les données · modifier les données |
| Vinay                                         | 51643      | 51530       | Épernay              | Épernay-2                                                               | CA Épernay, Coteaux et Plaine de Champagne | 3,09             | 535 (2022)                        | 173                | modifier les données · modifier les données |
| Vincelles                                     | 51644      | 51700       | Épernay              | Dormans-Paysages de Champagne                                           | CC des Paysages de la Champagne            | 3,55             | 326 (2022)                        | 92                 | modifier les données · modifier les données |
| Vindey                                        | 51645      | 51120       | Épernay              | Sézanne-Brie et Champagne                                               | CC de Sézanne Sud-Ouest Marnais            | 7,94             | 106 (2022)                        | 13                 | modifier les données · modifier les données |
| Virginy                                       | 51646      | 51800       | Châlons-en-Champagne | Argonne Suippe et Vesle                                                 | CC de l'Argonne Champenoise                | 12,28            | 83 (2022)                         | 6,8                | modifier les données · modifier les données |
| Vitry-en-Perthois                             | 51647      | 51300       | Vitry-le-François    | Sermaize-les-Bains                                                      | CC Côtes de Champagne et Val de Saulx      | 17,49            | 851 (2022)                        | 49                 | modifier les données · modifier les données |
| Vitry-la-Ville                                | 51648      | 51240       | Châlons-en-Champagne | Châlons-en-Champagne-3                                                  | CC de la Moivre à la Coole                 | 9,24             | 368 (2022)                        | 40                 | modifier les données · modifier les données |
| Vitry-le-François                             | 51649      | 51300       | Vitry-le-François    | Vitry-le-François-Champagne et Der                                      | CC Vitry, Champagne et Der                 | 6,45             | 11 349 (2022)                     | 1 760              | modifier les données · modifier les données |
| Voilemont                                     | 51650      | 51800       | Châlons-en-Champagne | Argonne Suippe et Vesle                                                 | CC de l'Argonne Champenoise                | 5,81             | 47 (2022)                         | 8,1                | modifier les données · modifier les données |
| Vouarces                                      | 51652      | 51260       | Épernay              | Vertus-Plaine Champenoise                                               | CC de Sézanne Sud-Ouest Marnais            | 5,96             | 61 (2022)                         | 10                 | modifier les données · modifier les données |
| Vouillers                                     | 51654      | 51340       | Vitry-le-François    | Sermaize-les-Bains                                                      | CA Saint-Dizier, Der et Blaise             | 8,28             | 259 (2022)                        | 31                 | modifier les données · modifier les données |
| Vouzy                                         | 51655      | 51130       | Épernay              | Vertus-Plaine Champenoise                                               | CA Épernay, Coteaux et Plaine de Champagne | 9,44             | 296 (2022)                        | 31                 | modifier les données · modifier les données |
| Vraux                                         | 51656      | 51150       | Châlons-en-Champagne | Châlons-en-Champagne-2                                                  | CA de Châlons-en-Champagne                 | 12,80            | 462 (2022)                        | 36                 | modifier les données · modifier les données |
| Vrigny                                        | 51657      | 51390       | Reims                | Fismes-Montagne de Reims                                                | CU Grand Reims                             | 4,46             | 240 (2022)                        | 54                 | modifier les données · modifier les données |
| Vroil                                         | 51658      | 51330       | Vitry-le-François    | Sermaize-les-Bains                                                      | CC Côtes de Champagne et Val de Saulx      | 10,34            | 104 (2022)                        | 10                 | modifier les données · modifier les données |
| Wargemoulin-Hurlus                            | 51659      | 51800       | Châlons-en-Champagne | Argonne Suippe et Vesle                                                 | CC de l'Argonne Champenoise                | 15,17            | 46 (2022)                         | 3,0                | modifier les données · modifier les données |
| Warmeriville                                  | 51660      | 51110       | Reims                | Bourgogne-Fresne                                                        | CU Grand Reims                             | 23,25            | 2 689 (2022)                      | 116                | modifier les données · modifier les données |
| Witry-lès-Reims                               | 51662      | 51420       | Reims                | Bourgogne-Fresne                                                        | CU Grand Reims                             | 16,49            | 4 958 (2022)                      | 301                | modifier les données · modifier les données |
| Marne                                         | 51         |             |                      |                                                                         |                                            | 8 169,10         | 564 107 (2022)                    | 69                 | modifier les données                        |